# Le Lotus bleu
Vous lisez un « bon article » labellisé en 2023.
Pour les articles homonymes, voir Lotus bleu (homonymie).
Le Lotus bleu est le cinquième album de la série de bande dessinée Les Aventures de Tintin, créée par le dessinateur belge Hergé. L'histoire est d'abord pré-publiée en noir et blanc du 9 août 1934 au 17 octobre 1935 dans les pages du Petit Vingtième — le supplément pour la jeunesse du journal Le Vingtième Siècle —, sous le titre Les Aventures de Tintin reporter en Extrême-Orient, avant d'être éditée en album de 124 planches sous son titre définitif, aux éditions Casterman. L'album est remanié et mis en couleur en 1946.
Dans cette aventure, qui prolonge celle des Cigares du pharaon, Tintin poursuit son enquête à Shanghai et découvre les mystères de la cité chinoise et de sa concession internationale. Il cherche à démanteler le réseau de trafiquants d'opium commandé par le milliardaire Roberto Rastapopoulos et son allié japonais, Mitsuhirato, qui tous deux lui apparaissent dans un premier temps comme infiniment respectables. Aidé par les membres d'une société secrète chinoise, les Fils du Dragon, et par Tchang, un jeune orphelin intrépide avec qui il se lie d'amitié, le héros parvient à déjouer les plans de ses ennemis.
Pour de nombreux tintinologues, Le Lotus bleu marque un tournant décisif dans l'œuvre d'Hergé. Désormais conscient des possibilités romanesques que lui offre la bande dessinée, l'auteur prépare soigneusement son nouveau récit et rassemble une abondante documentation pour livrer de la Chine une image fidèle et cohérente, éloignée des représentations occidentales trop stéréotypées de l’époque. Par l'intermédiaire de l'abbé Léon Gosset, Hergé rencontre plusieurs étudiants chinois, au premier rang desquels Tchang Tchong-jen dont la rencontre le bouleverse et modifie son approche du travail. De leurs séances de travail dominicales naît une profonde amitié qui pousse Hergé à dépasser ses propres représentations. Il intègre des références au contexte géopolitique et historique de l'époque, comme l'incident de Mukden qui sert de prétexte à l'invasion japonaise de la Mandchourie en 1931, le retrait des délégués japonais à la Société des Nations en 1933, les inondations du Yangtsé en 1931 ou encore les exactions commises lors de la révolte des Boxers à la fin du XIXe siècle.
Aux côtés de Tchang-Tchong-jen, Hergé soigne l'authenticité des détails de son récit, et s'imprègne de l'art chinois — de l'utilisation du pinceau au jeu des ombres, en passant par la calligraphie. Avec Le Lotus bleu, le dessinateur franchit un pas décisif vers la ligne claire, qui caractérise ensuite l'ensemble de son travail. L'album est ainsi reconnu par l'ensemble des spécialistes de l'œuvre d'Hergé comme l'un de ses plus aboutis.
Le Lotus bleu obtient la 18e place du classement des cent meilleurs livres du XXe siècle établi au printemps 1999 dans le cadre d'une opération organisée par la Fnac et Le Monde.

## Histoire

### Résumé
Ces informations concernent l'édition en couleurs parue en 1946 chez Casterman.

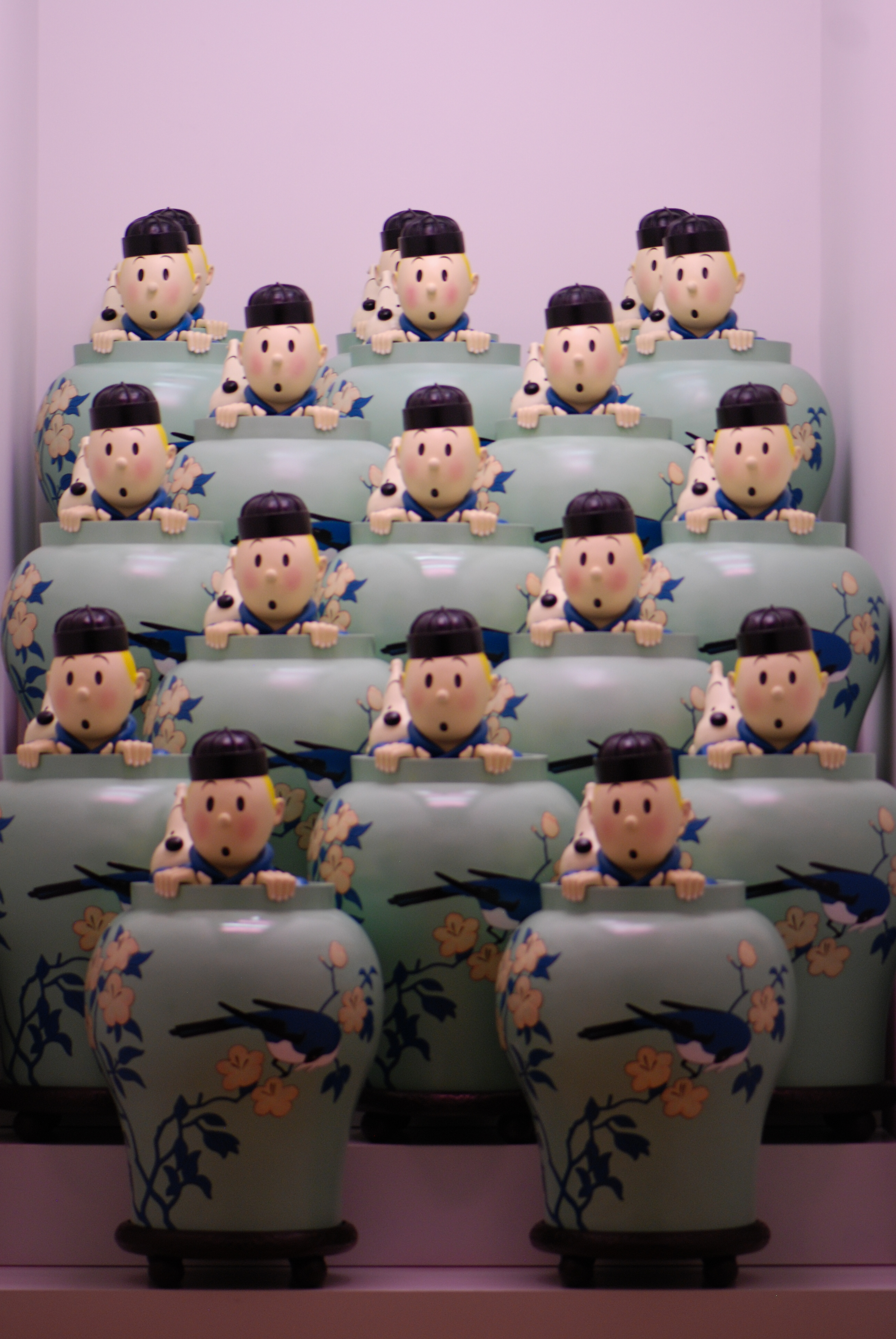
Figurines de Tintin et Milou cachés dans un vase du Lotus Bleu (2014).

L'histoire fait suite à celle des Cigares du pharaon, dans laquelle Tintin est parvenu à démanteler un réseau de trafiquants d'opium dont le mystérieux grand maître, tombé dans un ravin et dont le corps n'a jamais été retrouvé, semble toujours en liberté. Le jeune reporter est en villégiature chez le maharadjah de Rawhajpoutalah quand il reçoit la visite d'un messager venu de Chine, mais ce dernier est atteint par une fléchette empoisonnée au radjaïdjah, le « poison-qui-rend-fou », avant d'avoir pu révéler le but de sa visite. Il ne prononce que les mots « Shanghaï » et « Mitsuhirato ». 
Arrivé en Chine, Tintin rencontre ce même Mitsuhirato, un commerçant japonais très avenant qui lui conseille de se méfier des Chinois. Il le convainc également de rentrer en Inde pour protéger le maharadjah, qui court, selon lui, de graves dangers. Après l'avoir quitté, le héros sort indemne d'une fusillade grâce à l'intervention d'un mystérieux jeune homme, puis le soir même, alors qu'il s'apprête à boire du thé, ce même homme brise sa tasse d'un coup de revolver. Tintin le poursuit, mais il est arrêté par la police de la concession internationale de Shanghai. Le lendemain, Tintin s'évade et reçoit une lettre anonyme qui l'invite à se rendre dans un lieu à l'écart de la ville. Il y rencontre l'homme qui l'a sauvé lors de la fusillade, mais sans le reconnaître. Pour toute explication, ce dernier tente de le décapiter à l'aide d'un sabre, mais le jeune reporter le neutralise et constate qu'il a perdu la raison après avoir lui aussi été atteint d'une fléchette empoisonnée.

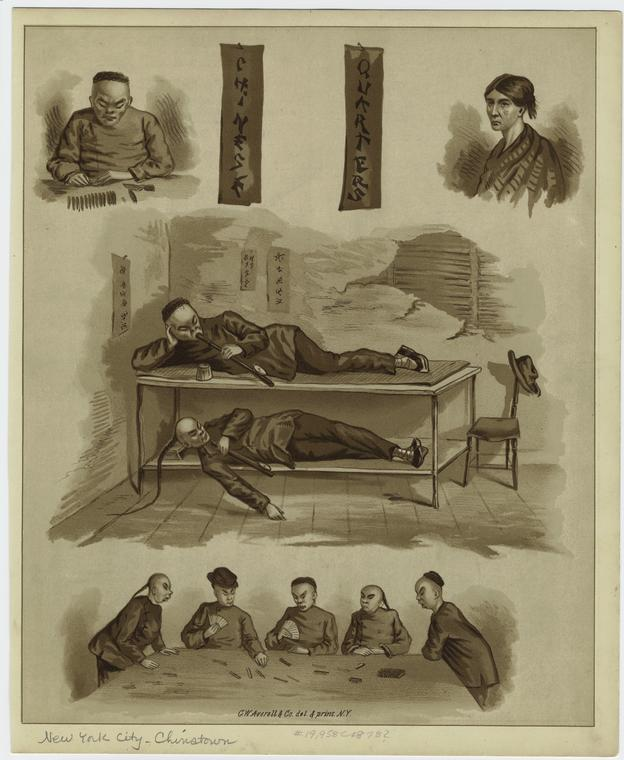
Fumeurs d'opium chinois (illustration de G. W. Averell & Co. de 1878).

Convaincu qu'il n'apprendra rien de plus à Shanghai, Tintin s'embarque pour l'Inde mais il est enlevé et ramené en Chine par les « Fils du Dragon », une organisation secrète dirigée par Wang Jen-Ghié, qui combat le trafic d'opium. Ce dernier est le père de Didi, le mystérieux sauveur de Tintin. Il révèle au héros que Mitsuhirato est en réalité un agent japonais doublé d'un trafiquant qui a juré sa perte.
À la suite d'un simulacre d'attentat, le Japon envahit la Chine et Tintin se retrouve au cœur du conflit. Il est capturé par Mitsuhirato qui tente de l'empoisonner, mais a la vie sauve grâce à l'intervention d'un des Fils du Dragon qui remplace le poison par de l'eau. Dès lors, le héros est poursuivi à la fois par la police de la concession internationale et par les autorités japonaises. Il cherche à rencontrer le professeur Fan Se-Yeng pour lui demander de trouver un remède au poison-qui-rend-fou, et doit, pour cela, se rendre à Hou-Kou.
Sur le chemin, il sauve de la noyade un jeune orphelin chinois, Tchang, emporté par la crue du Yang-Tsé-Kiang, avec qui il se lie d'amitié. Ensemble, ils découvrent que les malfaiteurs ont leur repaire au Lotus bleu, une fumerie d'opium de Shanghai tenue par Mitsuhirato, et que leur chef n'est autre que le milliardaire Roberto Rastapopoulos.
Finalement, les Fils du Dragon démantèlent le gang et font arrêter l'ensemble des trafiquants. La guérison de ceux qui étaient devenus fous est rendue possible avec la libération du professeur Fang Se-Yeng, lui aussi retenu par l'organisation crapuleuse et qui met au point un antidote. Enfin, Wang Jen-Ghié propose à Tchang de l'adopter, tandis que le Japon annonce le retrait de ses troupes d'invasion et son départ de la Société des Nations. Ses aventures terminées, Tintin peut rentrer en Europe, le cœur lourd de devoir quitter ses amis.

### Personnages et lieux visités
Au début de l'album, Tintin et Milou sont en villégiature en Inde, dans le palais du maharadjah de Rawhajpoutalah, qui leur présente le fakir Cipaçalouvishni. À son arrivée à Shanghai, le héros est accueilli par Mitsuhirato, un commerçant japonais qui, sous ses allures respectables, dissimule des activités frauduleuses, à savoir le trafic d'opium et l'espionnage pour le compte de son pays,. À la fin de l'aventure, après son arrestation, Mitsuhirato se suicide. C'est l'un des seuls personnages de la série à connaître ce sort, avec l'ingénieur Frank Wolff dans On a marché sur la Lune. Dans la cité chinoise, Tintin est aux prises avec plusieurs Occidentaux, comme Gibbons, un homme d'affaires américain que Tintin corrige pour avoir brutalisé un jeune porteur chinois, ou Dawson, le chef de police de la concession internationale de Shanghai,.
En Chine, le jeune reporter retrouve également des personnages présents dans l'aventure précédente, Les Cigares du pharaon. Les policiers Dupond et Dupont, maladroits et bornés, n'ont de cesse de poursuivre Tintin, dont ils ne veulent croire à l'innocence. Le milliardaire Roberto Rastapopoulos, directeur d'une firme cinématographique, apparaît à Tintin comme un homme de confiance, et ce n'est qu'à la fin du récit qu'il révèle sa véritable nature de Grand Maître des trafiquants d'opium.
Plusieurs personnages chinois font leur entrée dans la série. Tchang est un jeune orphelin chinois. Sauvé de la noyade par Tintin, il devient immédiatement son ami et l'accompagne jusqu'à la fin de l'aventure, malgré les dangers qui se dressent sur la route du héros. Le vénérable Wang Jen-Ghié est à la tête de la société secrète des « Fils du Dragon » qui lutte contre les trafiquants d'opium,. Son fils Didi protège Tintin dans l'ombre au début de l'album, avant d'être frappé d'une fléchette de radjaïdjah, le « poison-qui-rend-fou ». Dès lors, il se veut l'apôtre du sage chinois Lao Tseu, et propose aux différents personnages de les aider à « trouver la voie » en leur coupant la tête. Le professeur Fan Se-Yeng, célèbre pour ses ouvrages sur la folie, est enlevé par les trafiquants, mais après sa libération par les Fils du Dragon, il trouve un antidote au radjaïdjah,.

## Création de l'œuvre

### Contexte d'écriture: succès des aventures précédentes

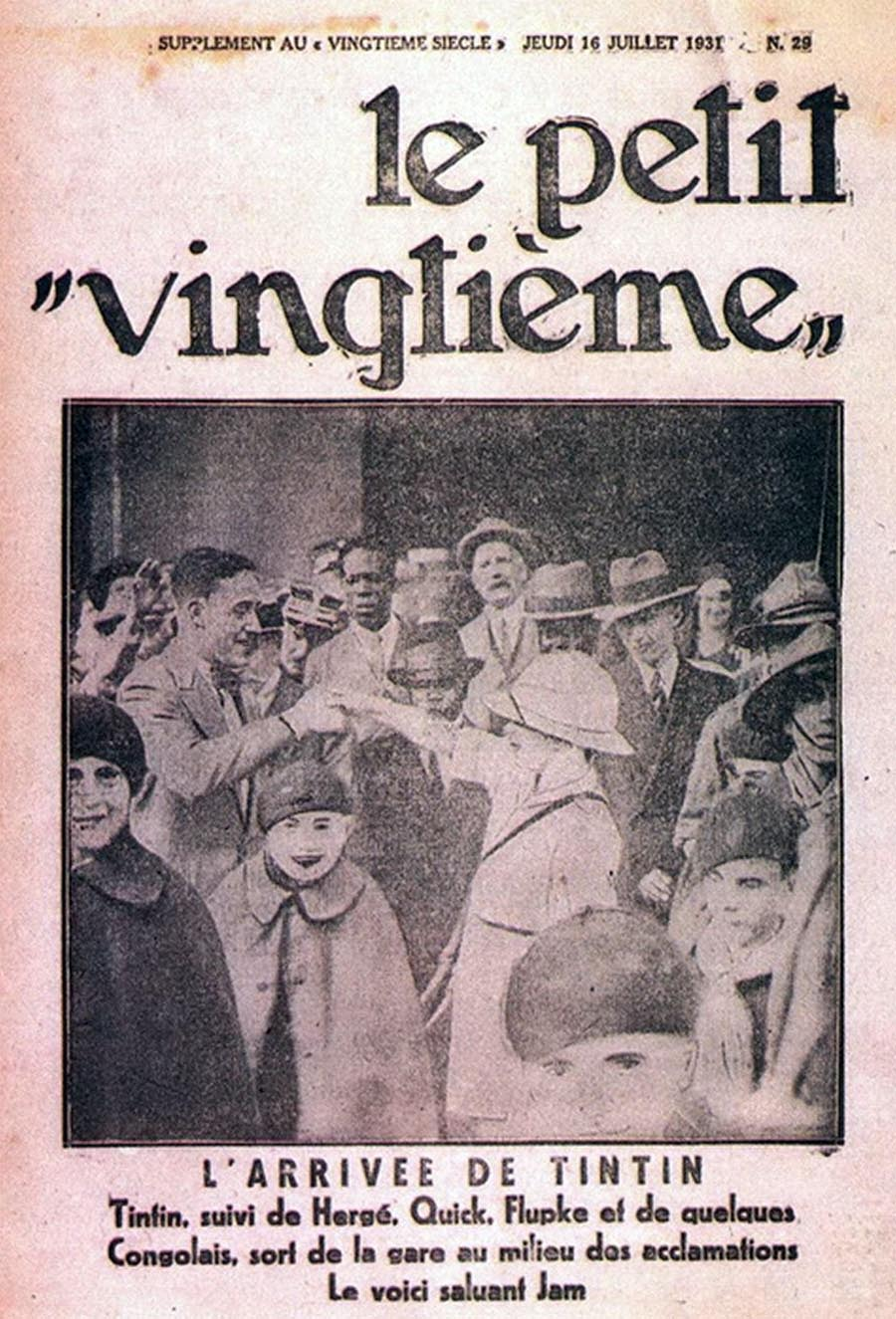
Les aventures de Tintin paraissent dans Le Petit Vingtième (ici du 16 juillet 1931).

Le 8 février 1934, Le Petit Vingtième diffuse la 124e et dernière planche des Aventures de Tintin en Orient, qui deviendront quelques mois  plus tard Les Cigares du pharaon lors de leur parution en album. Vêtu à l'indienne et assis dans un salon du palais du maharadjah de Rawhajpoutalah, Tintin déclare à Milou qu'ils ont « bien mérité un peu de repos ». Hergé propose alors un autre récit aux lecteurs de l'hebdomadaire, Les Aventures de Popol et Virginie au Far West, une bande dessinée animalière assez éloignée du souci de crédibilité recherché avec Tintin.
Impatients, les lecteurs adressent de nombreux courriers à la rédaction pour réclamer le retour de Tintin : le 8 mars, Le Petit Vingtième publie une interview fictive du héros dans laquelle il laisse entendre que ses aventures ne sont pas terminées et que la bande de trafiquants d'opium dont il a découvert le repaire dans l'histoire précédente a des ramifications jusqu'en Extrême-Orient, plus précisément en Chine. Hergé, à travers le succès populaire et critique des Cigares du pharaon, a désormais conscience des possibilités romanesques qui s'offrent à lui à travers la bande dessinée et veut prendre le temps de préparer soigneusement son nouveau récit.

### Écriture du scénario et travail de documentation

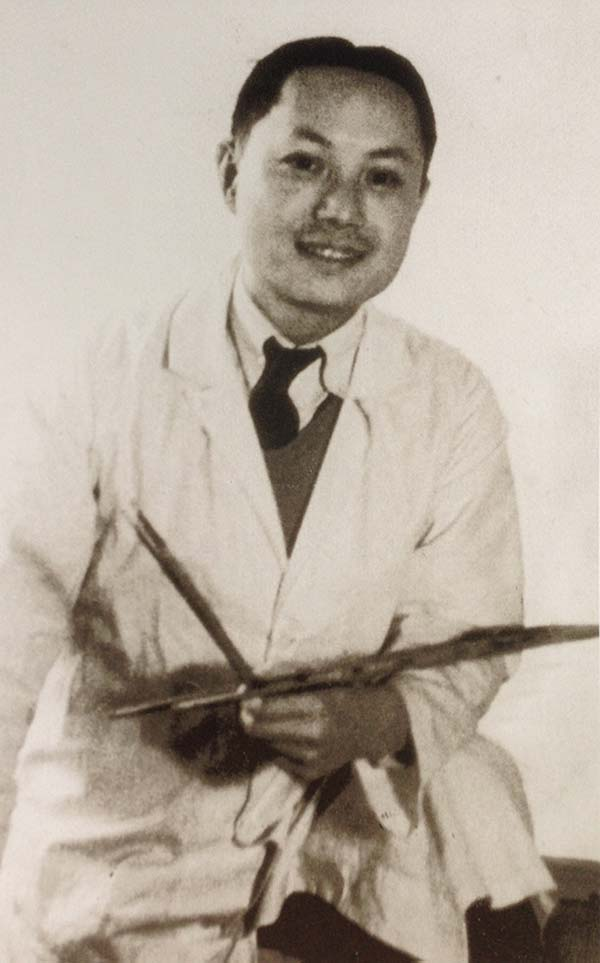
Tchang Tchong-jen, nouvel ami et collaborateur d'Hergé, photographié en 1935.

Hergé reçoit notamment une lettre de l'abbé Léon Gosset, aumônier des étudiants chinois à l'Université catholique de Louvain, qui exhorte le dessinateur à ne pas montrer les Chinois comme les Occidentaux se les représentent trop souvent, ce qui risquerait de blesser ses étudiants, lecteurs du Petit Vingtième. Les craintes de l'aumônier se fondent notamment sur les représentations stéréotypées de Chinois qui figuraient dans les premiers albums. D'abord, dans Tintin au pays des Soviets, deux mandarins à longues nattes s'apprêtent à torturer Tintin. Ensuite, dans la première version de Tintin en Amérique, le reporter se fait enlever lors d'une réception en son honneur et menacé par un bandit d'être envoyé au fond du lac Michigan, tandis que ses deux complices chinois veulent manger Milou.
Hergé et Gosset se rencontrent à Louvain, et l'abbé met le dessinateur en relation avec deux de ses étudiants, Arnold Tchiao Tch'eng-Tchih, spécialiste du théâtre chinois, et sa femme Susan Lin, avec qui il se lie d'amitié,. Le dessinateur contacte également le père Édouard Neut, hôtelier à l'Abbaye Saint-André de Bruges et proche de Lou Tseng-Tsiang, ancien ministre de Sun Yat-sen converti au catholicisme et moine de cette même abbaye. Le père Neut encourage Hergé dans sa démarche et lui fournit plusieurs ouvrages pour sa documentation, notamment Aux origines du conflit mandchou du père Thaddée Yong Ann-Yuen, Ma mère de Cheng Tcheng, ainsi qu'un article de presse paru dans L'Aube en 1932, qui détaille les points par lesquels les civilisations chinoise et japonaise diffèrent. Hergé se passionne pour son sujet et enrichit la documentation qui lui est fournie par des recherches plus personnelles. Il est notamment inspiré par la lecture d'un article d'Andrée Viollis paru dans le numéro de février 1934 du Crapouillot, L'impérialisme japonais est une menace pour le monde, et par le visionnage du film Au bout du monde, réalisé par Henri Chomette et Gustav Ucicky en 1934 et dont la retranscription de l'atmosphère chinoise de l'époque apparaît très crédible. Le bureau du commissaire de police chinois de Hou Kou est la réplique exacte d'un décor de ce film.
La rencontre avec Tchang Tchong-jen est encore plus déterminante. Mis en contact avec l'étudiant chinois de l'Académie royale des beaux-arts de Bruxelles par l'intermédiaire de l'abbé Gosset, Hergé lui écrit le 30 mars 1934 et les deux hommes se rencontrent pour la première fois le 1er mai suivant, dans l'appartement du dessinateur. Une amitié sincère se noue immédiatement entre eux : Tchang Tchong-jen, dont la maturité et l'érudition impressionnent Hergé, se rend chez lui chaque dimanche après-midi et l'accompagne dans l'élaboration de sa nouvelle aventure. L'étudiant chinois ne se contente pas d'apporter de la documentation ou de vérifier l'authenticité des détails, mais il donne également des conseils à Hergé en matière de dessin. Par les discussions avec son ami comme par ses lectures personnelles, Hergé découvre une Chine différente de ses représentations.
Comme un témoignage de l'abondante documentation utilisée par Hergé pour la création de cet album, les archives des éditions Moulinsart conservent une soixantaine de feuilles sur lesquelles le dessinateur a collé des coupures de magazines, des illustrations, des croquis ainsi que des photographies.

### Sources et inspirations

#### Évènements historiques

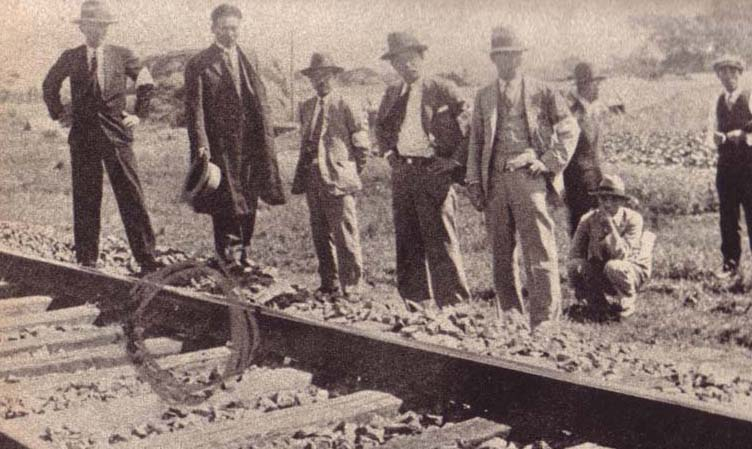
Experts japonais inspectant la scène du « sabotage ferroviaire » de Moukden, prétexte à l'occupation japonaise de la Mandchourie (18 septembre 1931).

Au moment où Hergé entreprend son récit, la rivalité entre la Chine et le Japon atteint son paroxysme. L'incident de Mukden, qui se produit le 18 septembre 1931, sert de prétexte à l'invasion japonaise de la Mandchourie. Les Japonais orchestrent cet attentat contre une voie ferrée dans le but de faire accuser les Chinois et de justifier leur politique expansionniste. La dénonciation de cette attaque par la communauté internationale conduit le Japon à quitter la Société des Nations en 1933. Les détails du conflit sino-japonais, pour la plupart inconnus d'Hergé, lui sont racontés par Tchang Tchong-jen, qui le pousse à s'en inspirer pour mettre au point son scénario. De fait, l'attentat de chemin de fer auquel assiste Tintin est directement inspiré de l'incident de Mukden, tandis que les autres événements, de l'invasion japonaise au retrait de la Société des Nations, figurent eux aussi dans l'album.
Dans l'album, Tchang fait référence à d'autres évènements plus anciens. Il raconte notamment à Tintin que ses grands-parents ont été tués pendant la révolte des Boxers, qui se déroule entre 1899 et 1901.
Par ailleurs, la rencontre entre Tintin et Tchang a lieu au bord du fleuve Yangzi Jiang, alors que le train de Tintin à destination de Hou-Kou est bloqué par son débordement. Hergé s'inspire notamment des terribles inondations de 1931 qui ont provoqué la mort de plusieurs centaines de milliers de personnes. Hergé utilise des photographies parues dans L'Illustration et Le Crapouillot pour dessiner cette scène avec la plus grande précision.

#### Architecture et paysages

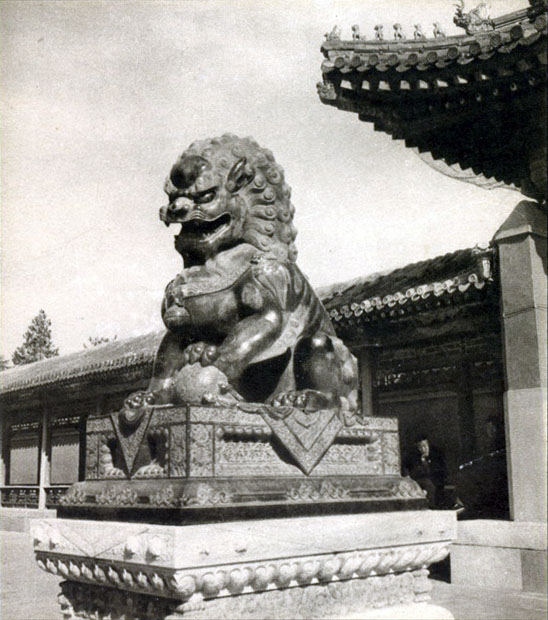
Une statue du lion gardien chinois (1934).

Les décors de la ville de Shanghai dessinés par Hergé sont imaginaires. La salle de spectacle de l'Odeon, située sur la Szechuen Road, avec son fronton classique, est le seul bâtiment authentique shanghaïen reproduit dans l'album. Pour autant, l'ambiance de la ville chinoise est « remarquablement bien rendue » car le dessinateur s'est appuyé sur de nombreuses photographies pour composer son architecture. Ainsi la porte monumentale qui marque l'entrée de la cité s'inspire d'une photographie de la porte Tsien-Men de Pékin et de celle d'Harbin, qui figure dans le film allemand Au bout du monde. De même, la grande vignette qui montre Tintin traversant la cité à bord d'un pousse-pousse, dans la sixième planche, reproduit assez fidèlement une photographie prise en 1931 dans les rues de Pékin par Heinz von Perckhammer.
De fait, l'auteur s'éloigne de la réalité pour rendre hommage à l'architecture chinoise. Si dans les années 1930, les bâtiments de la concession internationale, où se déroule la majeure partie de l'intrigue, sont de style occidental, en particulier Art déco, Hergé dessine une ville plus traditionnelle. Les maisons sont recouvertes de toits en tuiles vernissées aux extrémités recourbées vers le ciel, la ville est entourée de hautes murailles que les habitants franchissent par des « portes lunes », qui symbolisent dans les jardins chinois le passage vers un autre monde. S'il transmet avec Le Lotus bleu une image de la « Chine immémoriale », Hergé montre également une ville en pleine mutation. Quand Tintin se rend au rendez-vous fixé à Taï Pin Lou, il traverse un paysage urbain dans lequel la tradition et la modernité se rejoignent. Le héros passe devant une maison au toit recourbé, de style traditionnel, tandis qu'au premier plan et à l'arrière-plan, Hergé dessine la silhouette d'une usine et d'un pylône métallique.

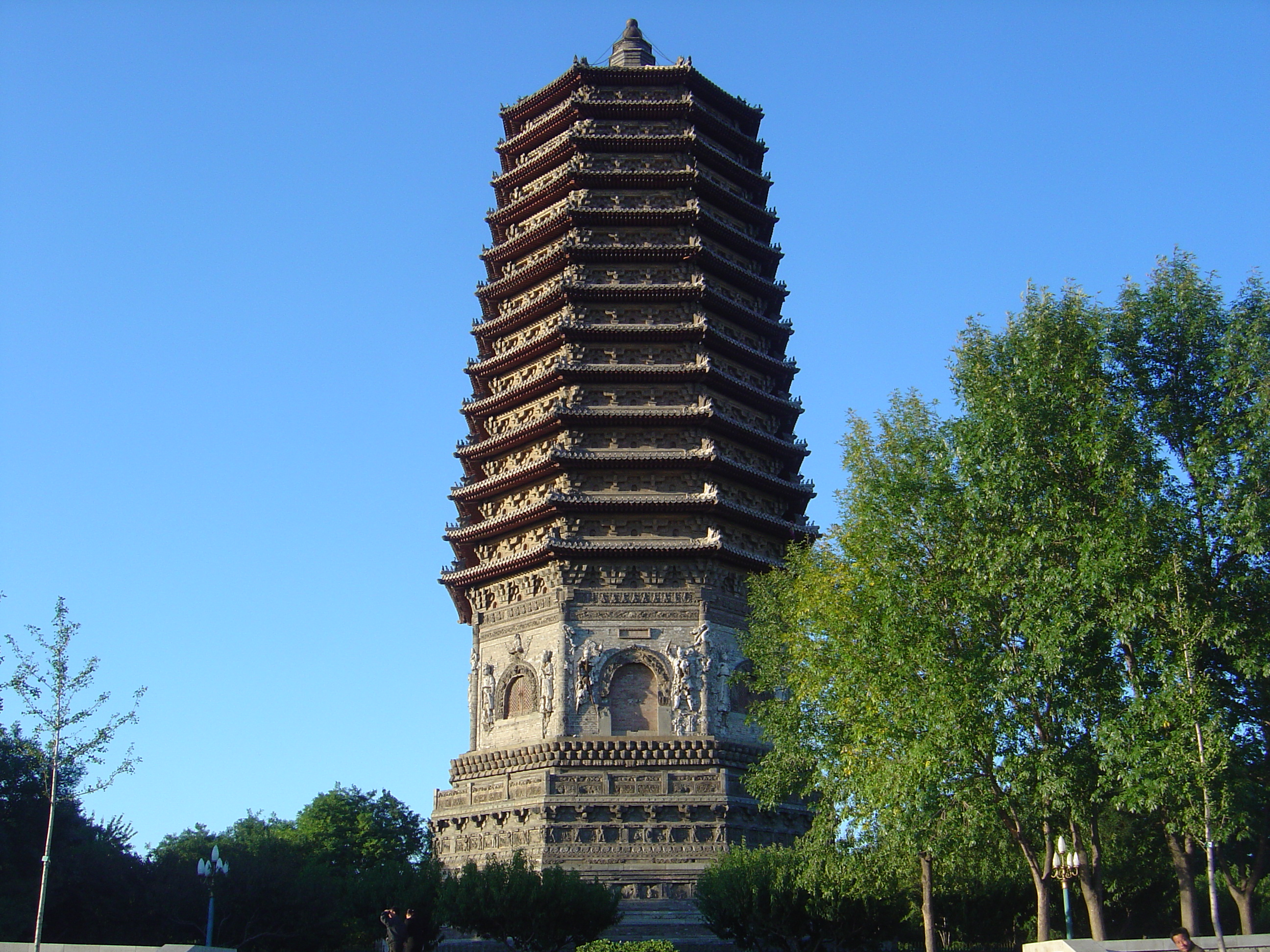
La pagode du temple Cishou (2004).

Hergé procède à l'identique pour composer les décors de la ville fictive de Hou-Kou. Les deux statues de lion en pierre qui marquent l'entrée du commissariat de la ville proviennent de Pékin. Hergé les dessine à partir de la couverture du livre La Chine, de Vicente Blasco Ibáñez, paru en 1928. La pagode du temple chinois où Tchang conduit Tintin est inspirée d'une photographie de celle du temple Cishou, situé dans la banlieue de Pékin.

#### Décors intérieurs

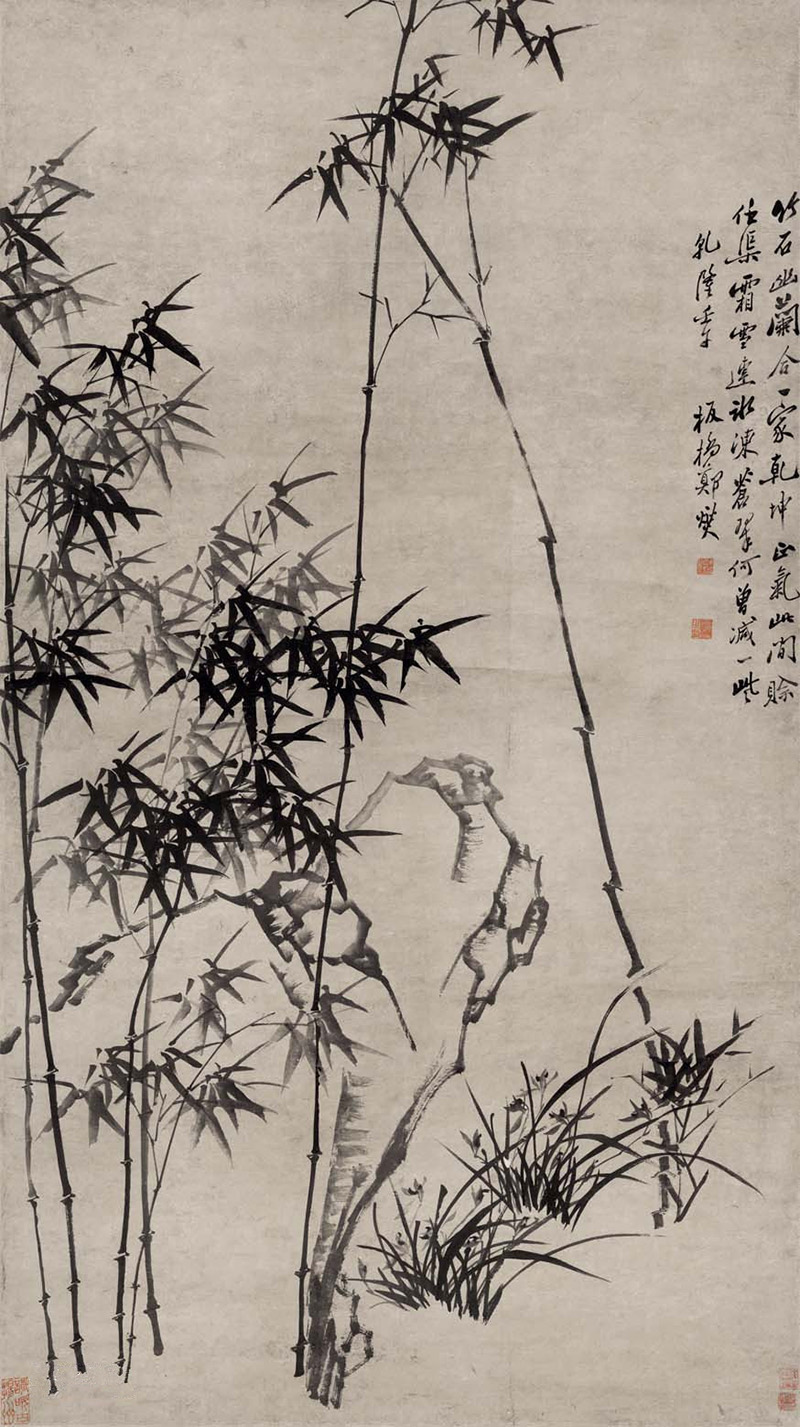
Une peinture de bambous réalisée par Zheng Xie.

Le réalisme des décors intérieurs tient en grande partie à la présence d'objets d'art chinois : laques, céramique, bonsaïs ou encore rouleaux suspendus.  Sur la couverture de l'album, le grand vase dans lequel se cachent Tintin et Milou reprend des motifs de la peinture de genre « hua-niao » — autrement dit « fleurs et oiseaux » — largement répandu dans l'art chinois et notamment dans les œuvres du peintre Lu Zhi. Quand il pénètre dans la fumerie d'opium du Lotus bleu, Tintin passe devant une image montrant un moine en méditation, adossé à un arbre. Cette image s'inspire d'une représentation de Lao Tseu, fondateur du taoïsme. Le décor de la fumerie comprend plusieurs pièces de porcelaine, comme un grand vase à motif floral bleu et blanc qui rappelle ceux de l'époque de la dynastie Qing,. Les bambous qu'Hergé représente parfois en ombres chinoises, à l'arrière-plan, sont inspirés des œuvres du peintre du XVIIIe siècle, Zheng Xie. L'immense dragon rouge et noir reproduit sur un mur à l'entrée de la fumerie évoque le Long, une créature mythologique célébrée lors des fêtes populaires, figure à la fois céleste et ténébreuse, protectrice ou menaçante.

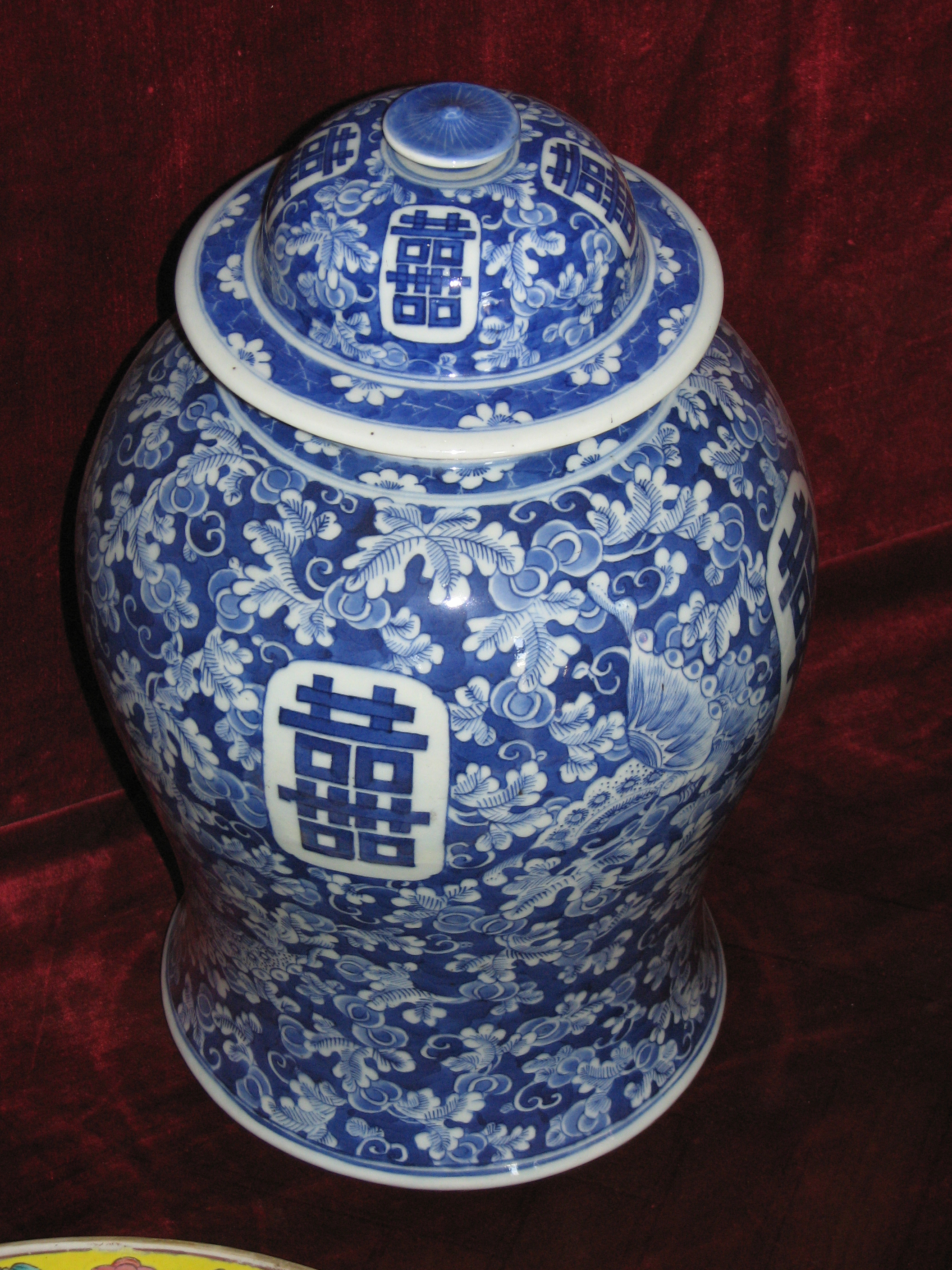
Un vase à motif floral de l'époque Qing.

Dans la maison de Wang Jen-Ghié, Tintin se réveille dans un lit monumental qui ressemble à un lit de noces, meuble chinois traditionnellement offert en dot par la famille de la mariée. Une statuette dorée posée sur un guéridon rappelle celles de style gelugpa, du nom d'une secte bouddhiste tibétaine dite des bonnets jaunes. Quand il patiente dans le salon du professeur Fan Se-Yeng, Tintin contemple un paysage shanshui typique de la peinture traditionnelle Song comme ceux du peintre Ma Yuan,.
Comme pour l'architecture, la modernité contraste avec la tradition dans les décors des bâtiments occidentaux. Un tableau fixé sur un mur du bureau de Gibbons montre un paysage industriel qui rappelle les œuvres du peintre américain Charles Sheeler, en particulier American Landscape, exécuté en 1930. Dans la septième planche, ce même Gibbons s'installe sur une chaise iconique de l'école Bauhaus et conçue par Ludwig Mies van der Rohe.

#### Autres décors

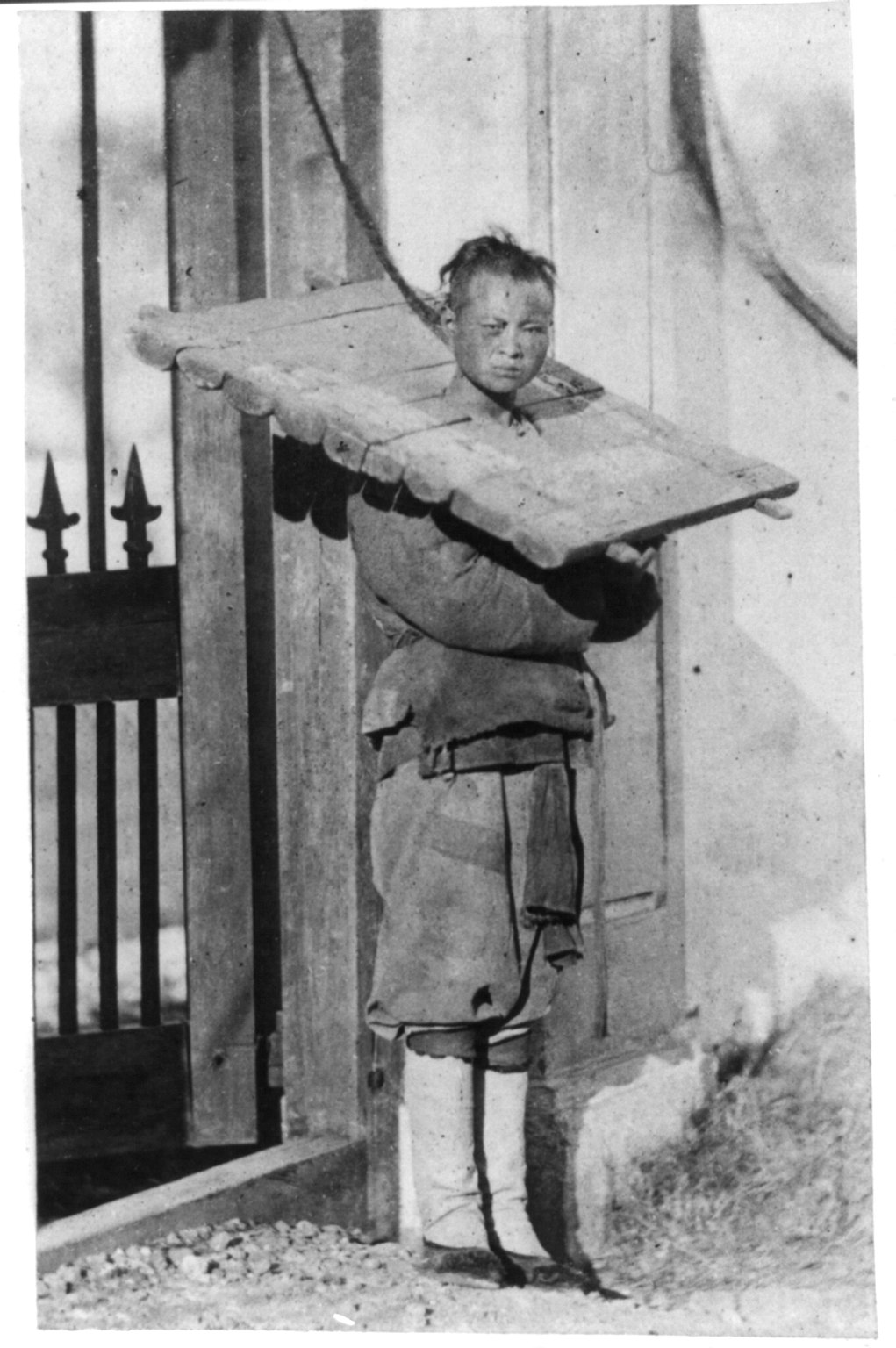
Prisonnier chinois portant la cangue, vers 1870.

Le film allemand Au bout du monde, sorti en 1934, inspire de nombreux éléments du scénario. Ainsi, la scène dans laquelle l'acteur principal, Pierre Blanchar, tend un document à un officier chinois installé à son bureau, est reproduite à deux reprises : d'abord quand Mitsuhirato vient signaler l'agression dont il a été victime, puis quand les Dupondt montrent au commissaire de Hou-Kou le mandat d'arrêt contre Tintin. L'ouvrage du photographe autrichien Heinz von Perckhammer, Von China und Chinesen, paru en 1930, est lui aussi abondamment utilisé pour apporter plus d'authenticité et de crédibilité au récit. La scène où Tintin est promené dans la rue, accablé sous le poids d'une cangue et encadré par deux soldats sous le regard d'un marchand de fruits, est notamment tirée de cet ouvrage.

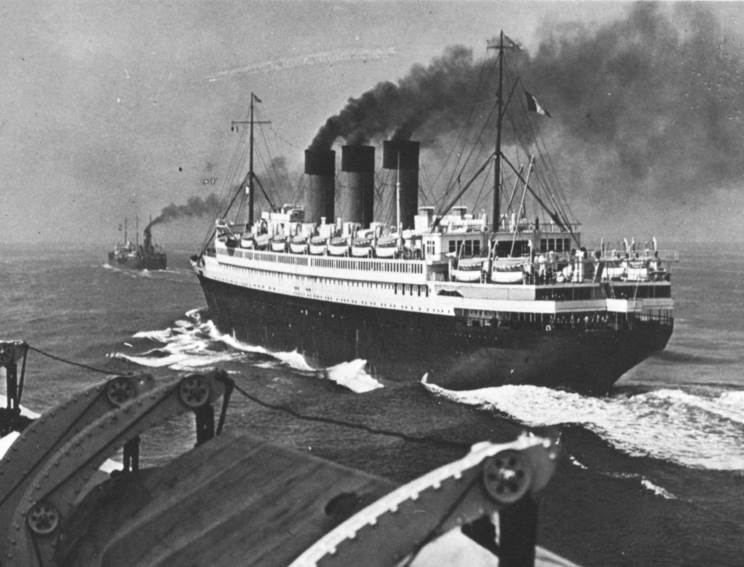
Le Paris sert de modèle à un paquebot emprunté par Tintin.

Le souci du réalisme se porte également sur les différents moyens de transport présentés dans l'album. Le SS Ranchi reprend l'allure générale du paquebot Paris, mis en service en 1921. Le paquebot du retour en Europe, nommé Ranpura dans la version en noir et blanc de l'album, n'est pas clairement identifié et Hergé a probablement utilisé plusieurs modèles pour le dessiner. Michael Farr note une ressemblance avec le Leviathan, tandis que Jean-Marie Embs et Philippe Mellot rapprochent le Ranpura de plusieurs photographies montrant le Cap Polonio, un autre paquebot de la compagnie Hamburg America Line. Si le train blindé japonais est basé sur la photographie d'un authentique wagon blindé publiée dans la presse après l'invasion de la Mandchourie, la vue nocturne de la flotte japonaise s'appuie en fait sur une image d'une escadre américaine. La plupart des véhicules automobiles sont imaginaires, mais certains sont reconnaissables. Ainsi, la voiture empruntée par Tintin à la sortie de la fumerie d'opium est une Chrysler Six. Le camion qui percute Tintin à vélo s'inspire d'un modèle de la marque belge Miesse, mais les éléments de la calandre et les ailes en demi-coques évoquent un camion Renault.
Les costumes folkloriques portés par les Dupondt — qui provoquent l'hilarité des habitants de Hou-Kou — sont une réplique de celui porté par Armand Bernard dans le film L'Oncle de Pékin, sorti en 1934. La tenue des troupes britanniques et celle des troupes japonaises sont fidèlement reproduites à partir de photographies d'époque, à l'exception de leurs fusils.

#### Clins d'œil et références à l'actualité de l'époque

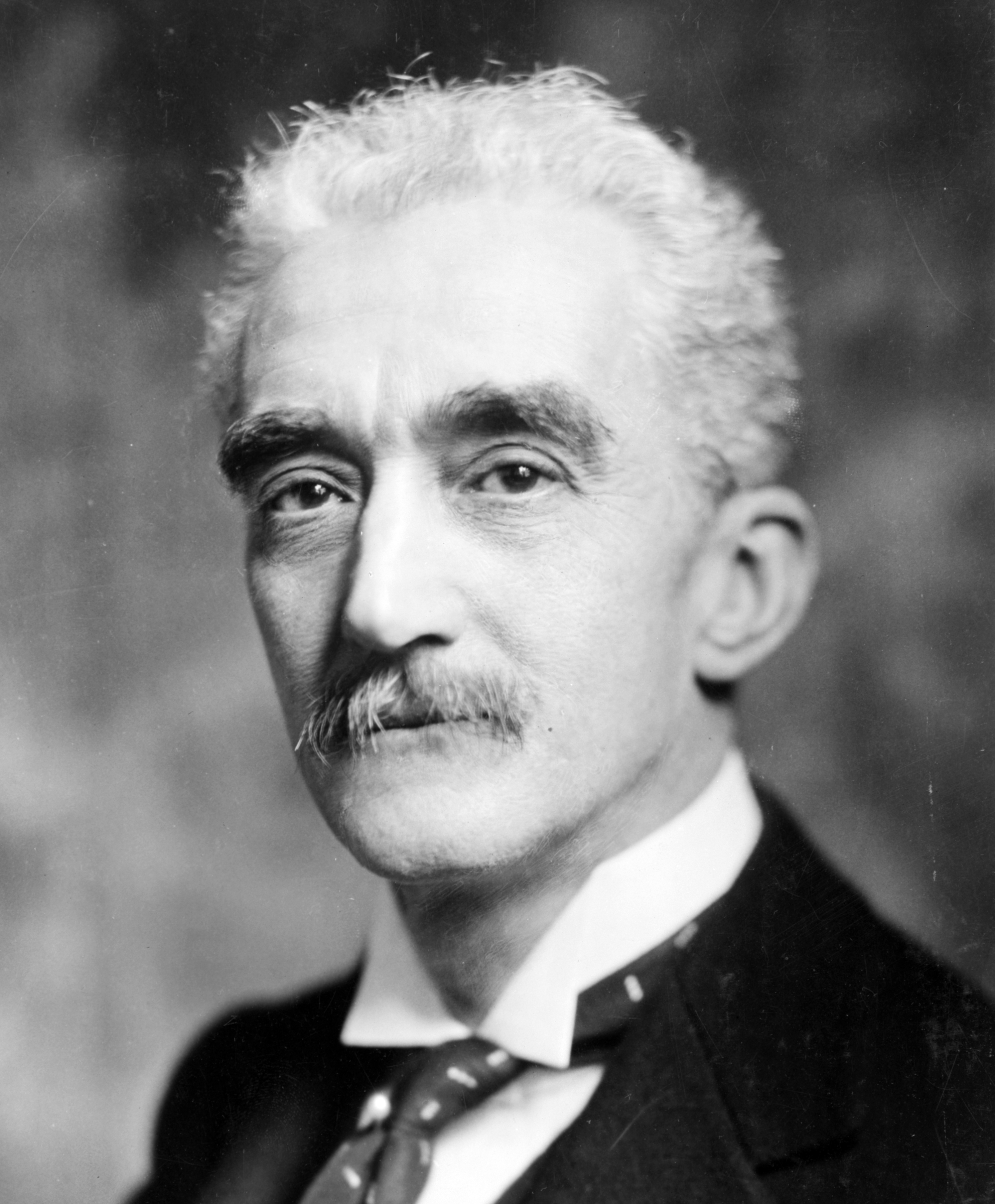
Paul Hymans en 1919.

La scène où le consul de Poldévie, un pays imaginaire, est pris pour Tintin dans la fumerie d'opium fait allusion à un célèbre canular mis sur pied en France en 1929 par Alain Mellet, journaliste et membre de L'Action française de Charles Maurras, dans le but de ridiculiser des parlementaires républicains. Dans l'album, Hergé invente lui aussi un pays fictif, la République poldomoldaque, évoquée dans les Actualités cinématographiques mondiales.
Par ailleurs, ces mêmes actualités diffusent les résultats du « Grand Cross international de Paris », remporté par un certain Honorat. Le nom du vainqueur évoque un crossman belge de l'époque, Honorez, vainqueur du grand cross du journal français L'Auto en 1935. Pour Jean-Marie Embs et Philippe Mellot, cet épisode anecdotique constitue « un témoignage merveilleux des actualités des années trente, jusque dans la trombine rigolarde et l'attitude des gens devant la caméra ». Ils le considèrent également comme un « document social » qui renvoie le lecteur à l'ambiance des années Front populaire et à l'univers cinématographique de Marcel Carné, Julien Duvivier ou Jacques Prévert.
Hommage au journaliste Jean Fontenoy à travers une page du Journal de Shangaï dont il était le fondateur.
Dans la version originale en noir et blanc, le cross ne se tient pas à Paris mais à Erps-Kwerps. Dans cette même version, une vignette supplémentaire évoque le record du monde de vitesse du pilote automobile britannique Malcolm Campbell.
Enfin, lors du discours du délégué japonais à la Société des Nations, au bas de la 22e planche, Hergé fait apparaître au premier rang le diplomate belge Paul Hymans, l'un des premiers présidents de l'organisation.

## Parution

### Prépublication, parution en album et rééditions
La prépublication des 124 planches de l'aventure, dans leur version originale en noir et blanc, commence dans Le Petit Vingtième le 9 août 1934, sous le titre Les Aventures de Tintin reporter en Extrême-Orient, et se poursuit jusqu'au 17 octobre 1935, au rythme de deux planches par semaine. Comme pour les précédentes aventures, l'hebdomadaire met en scène le retour de son héros : le 24 octobre, il diffuse une lettre de Tintin adressée à ses lecteurs dans laquelle le reporter annonce son arrivée à Bruxelles au début du mois de décembre. De fait, le 1er décembre, Le Petit Vingtième organise une fête au Cirque Royal qui rassemble près de 3 000 spectateurs. 
L'album en noir et blanc est édité chez Casterman et mis en vente en octobre 1936. Outre les planches originales, cet album, tiré à 6 000 exemplaires, comprend cinq hors-texte en couleur. 
Au début des années 1940, son éditeur fait pression sur Hergé afin de coloriser les albums de Tintin, seul moyen selon lui de conquérir le marché européen. Cela concerne aussi bien les futures aventures que celles déjà éditées en noir et blanc. Le dessinateur accepte mais le passage à la couleur implique un certain nombre de contraintes : Casterman veut ramener le nombre total de pages à 64, afin de conserver un prix de revient compétitif. Dès lors, tous les albums adoptent le même format, à savoir 62 planches et une page titre avec un cul-de-lampe en couleur. Pour respecter cette nouvelle pagination, Hergé revoit donc entièrement ses albums et réduit de près de la moitié le nombre de planches par rapport à la version originale. Ce redécoupage entraîne parfois la rédaction de nouvelles bulles. Il est assisté dans ce travail de colorisation par son collaborateur, Edgar P. Jacobs.

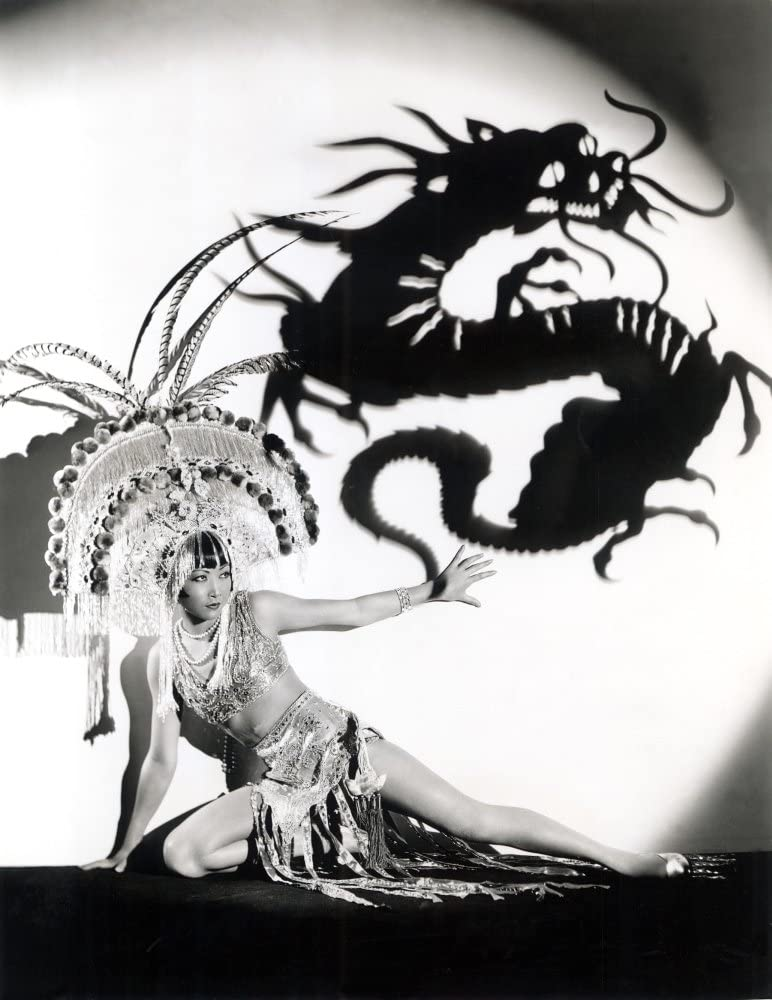
Anna May Wong dans le film Daughter of the Dragon en 1931.

L'album en couleurs du Lotus bleu est ainsi édité en février 1946 et tiré à 30 000 exemplaires. Fort de son succès, il connaît trois tirages successifs jusqu'en juillet 1948, pour un total de 82 379 exemplaires. La couverture de cet album, de même que le fond de la vignette qui présente un Chinois cruel sur la 43e planche, sont inspirés de la couverture du no 27 de la revue hebdomadaire belge A-Z, publié le 25 septembre 1932. Cette photographie met en scène la comédienne Anna May Wong, posant devant un dragon rouge qui se détache sur fond noir.
En 1979, Casterman réédite la version originale en noir et blanc dans un volume comprenant également Les Cigares du pharaon et L'Oreille cassée, pour former le second volume des Archives Hergé. En 1985, un fac-similé de cette version originale est lui aussi édité. La maison d’édition réédité en 2025, plus 90 ans après, une version colorisée, avec des tons sépia, de la toute première version de cette aventure d’abord parue dans la presse.

### Publications étrangères et traductions
Comme les aventures précédentes, Le Lotus bleu est diffusé en France dans les colonnes de l'hebdomadaire catholique destiné à la jeunesse Cœurs vaillants, à partir du 22 décembre 1935. Cette publication se poursuit jusqu'au 24 janvier 1937. L'aventure connaît d'autres parutions dans la presse étrangère : ainsi, à partir du 27 novembre 1937, elle est publiée en Suisse dans L'Écho illustré, puis entre le 16 juin 1938 et le 16 mars 1939, elle est diffusée au Portugal dans l'hebdomadaire O Papagaio, sous le titre Novas aventuras de Tim-Tim. Bien des années plus tard, entre le 6 octobre 1978 et le 7 décembre 1979, les 124 planches de la version originale, mises en couleur, sont sérialisées dans la version française du magazine Tintin,.
En 2010, cinquante traductions de l'album sont recensées, sans compter de nombreuses traductions en langues régionales. Le Lotus bleu est également édité au Japon, malgré le ton anti-japonais du récit.

## Analyse

### Le début du réalisme
« Lorsque Tchang et Monsieur Wang, restés à quai, regardent Tintin repartir vers l'Europe, nous comprenons intuitivement que nous venons de lire une œuvre véritable. Hergé est un auteur, à savoir un homme conscient d'avoir mis haut la barre. Il a signé un contrat avec lui-même. Un seul article y figure : le devoir d'exigence. »

— Pierre Fresnault-Deruelle, Les Mystères du Lotus bleu, 2006
L'écrivain et critique d'art Pierre Sterckx considère Le Lotus bleu comme le « premier chef-d'œuvre incontestable d'Hergé et l'un des sommets de la bande dessinée mondiale ». Pour Benoît Peeters, comme pour de nombreux tintinologues, Les Aventures de Tintin débutent réellement avec cet album. Hergé arrive ici au terme du processus de transformation de la saga entamé dans Les Cigares du pharaon. Le dessinateur passe d'une fantaisie puérile à la bande dessinée de premier plan, exigeante et réaliste : alors que les précédentes aventures se construisaient au jour le jour, sous la marque du feuilleton, Le Lotus bleu est le premier épisode où l'auteur se préoccupe du scénario.
Pour l'essayiste Jean-Marie Apostolidès, « Tintin accède à la dignité de héros romanesque », une évolution que souligne également le philosophe Pierre-Yves Bourdil pour qui, dans la mesure où les évènements du récit s'organisent en référence à un monde plus réaliste, la fantaisie de Tintin se trouve limitée : « il n'est plus ce joyeux luron farceur qui parle aux éléphants par l'intermédiaire d'une trompette, qui se tire sans mal des situations les plus désespérées, pour jouer le rôle modéré de l'aventurier soumis aux exigences de la vraie vie ». Pour le professeur d'histoire Jean-Michel Coblence, cette quête du réalisme met en lumière l'audace de l'auteur en tant que précurseur d'un genre : « connaît-on alors beaucoup de bande dessinées enfantines ouvrant toutes grandes les portes de mondes exotiques, hermétiques, interlopes ? Quel programme inédit que de pouvoir démasquer le crime organisé dans les bureaux de la concession internationale de Shanghai, vivre en direct les débats diplomatiques de la SDN, s'indigner de la mainmise militariste du Japon sur la Chine, entrevoir — et presque partager — les plaisirs interdits d'une fumerie d'opium… »
La place du héros évolue elle aussi. Tandis que dans les premiers albums les méchants s'attaquaient directement à lui, Tintin n'est plus le centre du monde : il s'introduit dans une aventure qui lui est extérieure. Plus encore que dans Les Cigares du pharaon, il cesse d'être à lui seul l'incarnation du Bien et d'occuper tout l'espace du récit.
Le sémiologue Pierre Fresnault-Deruelle affirme que l'album « aura déclenché chez Georges Remi le désir de ne pas se satisfaire de sa seule aptitude à faire vivre des histoires plus ou moins bien ficelées. L'auteur, désormais, fait montre d'un authentique sens du lieu visité, ce qui signifie dans son esprit qu'un dosage est à trouver entre la couleur locale et l'obligation de ne pas trop en faire ».

### Évolution graphique
« Il semble que l'esthétique du maître de Bruxelles ait pour la première fois trouvé dans la Chine d'avant-guerre, le standard qu'il cherchait. [...] Le Lotus bleu conduit Hergé à améliorer sa technique narrative pour des raisons d'affinité spirituelle avec son sujet. »

— Pierre Fresnault-Deruelle, Hergé ou le secret de l'image, 1999

#### La rencontre de l'art chinois

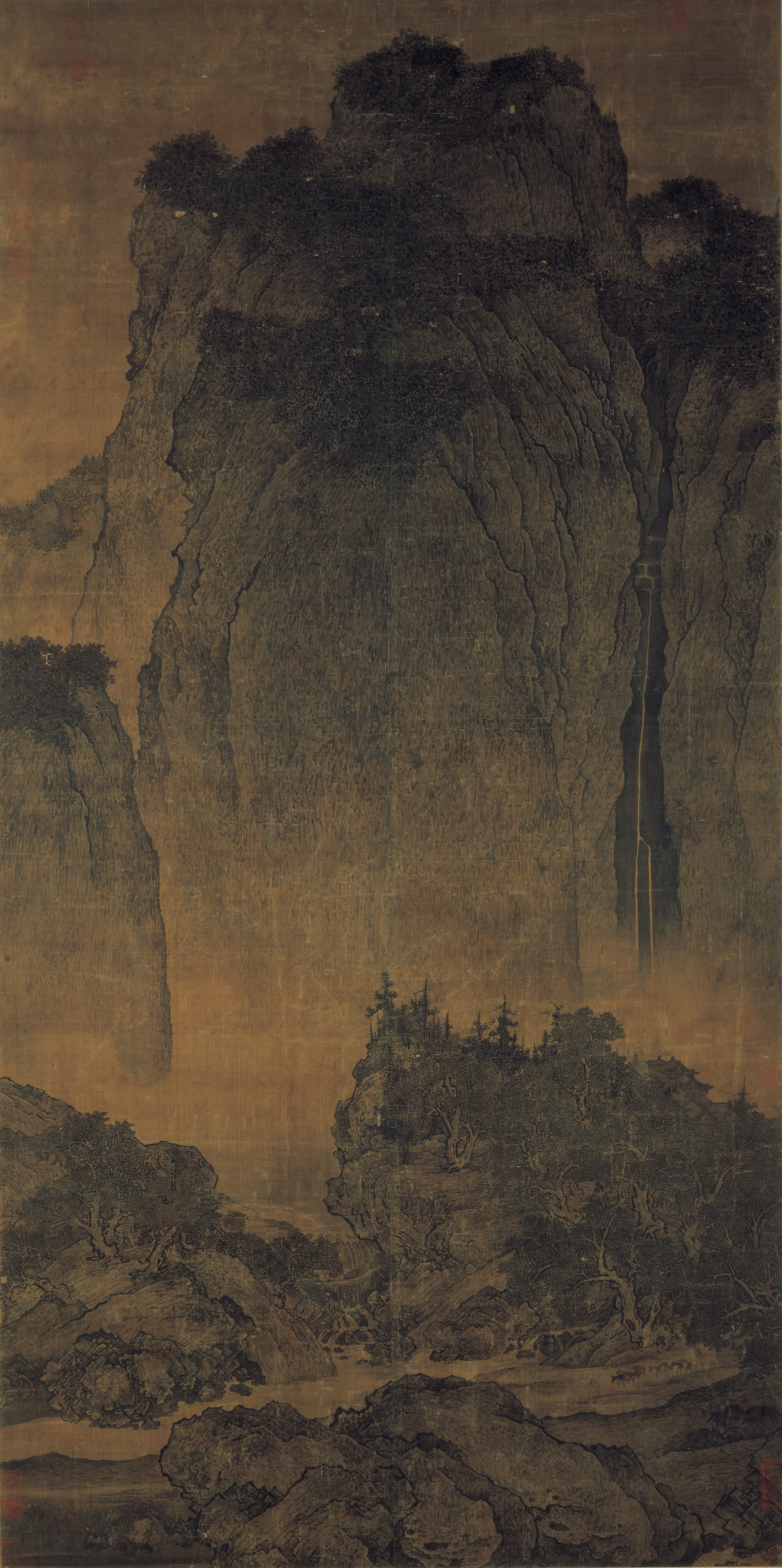
Voyageurs au milieu des Montagnes et des Ruisseaux, du peintre Fan Kuan, sert de modèle pour une des vignettes de l'album.

La rencontre de Tchang Tchong-jen, un artiste comme lui, permet à Hergé de s'imprégner de l'art chinois. Le jeune étudiant fournit notamment à l'auteur des manuels de dessin chinois afin de perfectionner la maîtrise des silhouettes ou du mouvement. L'utilisation du pinceau notamment apporte plus de souplesse à son dessin, comme le relève le critique d'art Pierre Sterckx : « la ligne claire devient moins sèche, moins brute ». Benoît Peeters souligne lui aussi la grande qualité des dessins et considère la version noir et blanc du Lotus bleu comme le premier chef-d'œuvre d'Hergé : « L'ensemble des planches se caractérise par un remarquable travail de stylisation où élégance et lisibilité se marient parfaitement ». Il note la parcimonie des décors : en effet, seuls les objets de base ou les éléments importants sont présents ; par exemple, Tintin ne se sert d'une théière que parce qu'elle va lui exploser au visage deux cases plus tard. Après-guerre, on verra apparaitre de nombreux éléments « futiles » dans les nouvelles aventures de Tintin. Pour Philippe Goddin, spécialiste de l'œuvre d'Hergé, le dessinateur atteint dans cet album le sommet de son art : « L'influence de l'art chinois a poussé Hergé dans le sens d'un dépouillement propice à la lisibilité. Ce qu'il a perdu par la suite quand il a confié la réalisation de ses décors à des assistants ».
L'influence du style shanshui, un art du paysage qui « souligne l'insignifiance de l'être humain dans l'immensité du cosmos », est elle aussi présente. Une case de l'album en particulier est directement inspirée d'une peinture de Fan Kuan, Voyageurs au milieu des Montagnes et des Ruisseaux. Hergé la transpose pour représenter Tintin et son ami Tchang, descendant vers le village de Hou-Kou et à peine reconnaissables aux pieds d'une montagne immense. À travers cette case, comme dans une poignée d'autres, Pierre Fresnault-Deruelle considère qu'Hergé « se laisse aller aux délices de la couleur locale pour elle-même » puisqu'il suffit de supprimer ce dessin, qui n'occupe qu'un espace étroit de la planche, pour « mesurer à quel point sa présence joue un rôle second ».
De même, les scènes nocturnes sont plus nombreuses dans ce récit que dans les autres albums. Si elles permettent, selon l'expression de Pierre Sterckx, une « montée du fond vers les formes », elles donnent également à Hergé l'occasion d'un travail sur les ombres profilées.

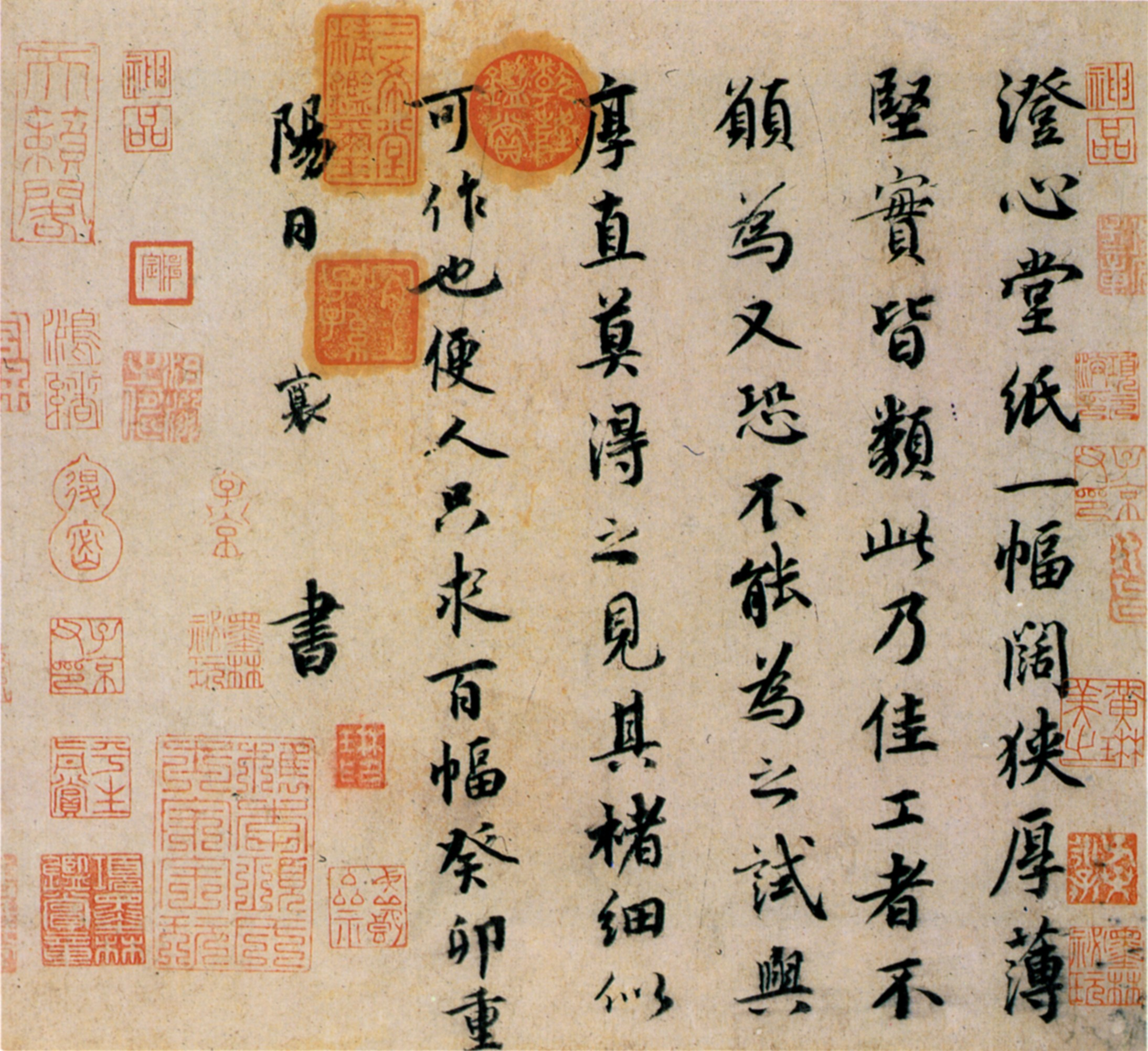
Un exemple de calligraphie chinoise.

L'apport de Tchang Tchong-jen est essentiel sur le plan graphique. Il ne se contente pas de fournir des précisions documentaires à Hergé mais se charge également de tracer la majeure partie des inscriptions chinoises. De fait, Le Lotus bleu est un hommage appuyé à la calligraphie chinoise : ses caractères sont omniprésents dans les décors, des publicités des tramways aux enseignes des boutiques en passant par les poteaux télégraphiques. Jean-Michel Coblence, professeur d'histoire et éditeur de documentaires, considère que ces inscriptions « offr[ent] à l'album son inimitable parfum d'authenticité ».
Par ailleurs, Tchang Tchong-jen montre à Hergé les qualités expressives de l'encre diluée. L'auteur s'en approprie la technique et livre des compositions remarquables pour les couvertures du Petit Vingtième, comme celle du 4 avril 1935 qui montre le professeur Fan Se-Yeng marchant seul dans la nuit, sous la pluie, et s'avançant vers une automobile en stationnement au premier plan, tous feux éteints, comme une masse noire inquiétante qui suggère le danger à venir.

#### La ligne claire
Le sémiologue Pierre Fresnault-Deruelle considère qu'avec cet album, Hergé franchit un pas décisif vers la ligne claire, dans la mesure où « une constance rythmique s'établit et une cohérence formelle s'affermit ». Le dessinateur fait preuve d'une certaine économie de l'image, dans un souci de lisibilité. Dans certaines cases, le décor est simplifié à l'extrême, au point que c'est le personnage de Tintin qui fait le raccord entre des éléments laissés en partie hors-champ, et sans lequel ce décor ne serait autre qu'un tableau abstrait. C'est notamment le cas de la vignette où Tintin saute de l'arrière de la benne d'un camion : excepté le personnage, les éléments figurant le camion à l'arrière-plan sont constitués d'un ensemble de cercles ou de rectangles.
Le 31e planche de l'édition originale en noir et blanc, qui correspond aux deux premières bandes de la planche 16 de l'édition en couleurs, est considérée comme l'une des plus réussies de l'album. Cette scène nocturne, qui présente un groupe de Chinois repêchant à la mer des caisses en bois pour les charger dans une voiture, se démarque par un jeu de silhouettes associé à un sens du cadrage hors pair, et se montre par ailleurs infiniment mystérieuse car aucun indice ne renseigne le lecteur sur l'identité de ces hommes et le contenu de ces caisses. Pour renforcer ce découpage, la lune, absente, est remplacée par la blancheur des bulles, auxquelles fait écho le phare de la voiture dans l'avant-dernière case. Pierre Fresnault-Deruelle ne voit pas de contradiction dans ce recours aux silhouettes avec les principes de la ligne claire car les « formes noires et pleines découpent les choses [...] avec précision et délicatesse ». En cela, il rapproche le travail d'Hergé de celui du peintre et graveur Henri Rivière, ou encore de l'affichiste Henri de Toulouse-Lautrec, tous deux capables de traiter des scènes en ombres chinoises et des personnages bordés d'un trait net.
D'autres cases, aussi épurées, ont un puissant caractère poétique, comme la vignette qui montre le vénérable Wang Jen-Ghié assis à une table près de sa fenêtre, un livre à la main, attendant le retour de Tintin, qui ne vient pas. Isolée de son contexte, cette case peut prendre un tout autre sens, montrant un lettré chinois qui médite en contemplant la campagne annonçant que la saison est avancée. Ainsi, pour Pierre Fresnault-Deruelle : « L'immémoriale Chine est là tout entière dans cette petite vignette de rien du tout ».
De fait, la recherche de la vraisemblance des motifs, combinée à la rigueur des tracés, parvient à conférer au dessin une valeur de reportage. À travers les différentes séquences, Hergé fournit finalement au lecteur « des représentations d'une étonnante véracité où semble se reforger la géographie mythique du XXe siècle. »
Philippe Goddin souligne la maîtrise dont Hergé fait preuve dans la version originale en noir et blanc pour dominer les contrastes, et faire en sorte que les personnages se découpent clairement du décor, qu'ils soient dans l'ombre ou dans la lumière.

#### Des images hautement significatives
Selon Pierre Fresnault-Deruelle, l'idée de ligne claire chez Hergé « renvoie autant à un souci de lisibilité qu'à un désir de bonne gestion narrative ». Les choix qu'il opère sur le plan graphique renforcent la portée du récit. À titre d'exemple, dans la première case de la 27e planche, un habitant de Shanghai pousse brusquement Tintin à se cacher dans une maison voisine alors que survient une patrouille japonaise. Le fait de doter cet habitant d'un appareil de portage à bras qui n'est autre qu'une balance montre la volonté d'Hergé d'inscrire son héros dans le camp de la justice et du bien puisque le plateau penche de son côté. Le dessinateur montre également les sentiments d'aversion de la population locale à l'égard de l'occupant dans une petite vignette de la 28e planche : tandis qu'une automitrailleuse roule à vive allure pour rattraper Tintin, Hergé semble oublier un instant le véhicule pour ne montrer que les habitants effarés et comme muets de rage devant cette scène.
Hergé utilise aussi les moyens graphiques à sa disposition pour ménager la tension narrative de son récit. Ainsi, la case qui montre Tintin et Tchang remontant l'escalier en spirale dans les sombres couloirs secrets du Lotus bleu n'apporte rien de nouveau par rapport aux vignettes qui précèdent, mais elle renforce considérablement le suspense. De même, quand Tintin parle de se déguiser avant de pénétrer dans le Lotus bleu, Hergé dessine dans la case qui suit un personnage à la barbe fournie qui entre dans la fumerie d'opium en se retournant, manifestement sur ses gardes. Tout est fait pour que la prudence excessive du personnage laisse penser au lecteur qu'il s'agit de Tintin : l'homme est d'ailleurs capturé par les employés de Mitsuhirato, mais ces derniers, comme le lecteur, se sont laissés abuser car la barbe du personnage est bien réelle.
Dans la plus grande case de l'album, qui occupe la moitié d'une planche, Hergé représente les détectives Dupond et Dupont vêtus d'un costume folklorique pour se fondre dans la masse. Ils atteignent pourtant l'effet inverse de ce qu'ils recherchaient, comme en témoigne la foule hilare qui les suit. L'échange entre les deux policiers — qui se demandent si, malgré tout, on ne les a pas repérés — renforce le caractère humoristique de la scène, tout autant que la bêtise des deux protagonistes. Pierre Fresnault-Deruelle voit dans cette image une référence à la manière du dessinateur Albert Dubout de moquer les hommes regroupés en foules drolatiques. Il souligne également le tour de force réussi par Hergé, qui parvient à produire une « véritable collection de visages » dont chacun possède une personnalité crédible. Dans un autre gag qu'il leur réserve, les Dupondt sont hospitalisés tous les deux, après avoir été blessés au nez en voulant attraper Tintin. Tournés en ridicule, les deux personnages évoquent alors ceux d'un tableau de René Magritte, intitulé L'Imprudent, peint en 1927, qui montre deux clones installés sur une terrasse en haute montagne, tous les deux un bras dans le plâtre.
Par ailleurs, Pierre Fresnault-Deruelle souligne l'humour de l'auteur à travers deux cases qui se font écho. Lorsque Wang Jen-Ghié présente Tintin à trois membres de la société secrète des Fils du Dragon, ces derniers se tiennent sagement rangés en une seule file, comme des personnages « synonymes » qui seraient « mus par un même ressort ». Pour le sémiologue, cette mise en scène rappelle « ces dessins où des personnages, pliés à un protocole donné, disent la grâce de certains gestes concertés ». Plus loin, quand Hergé évoque le départ des représentants japonais de la Société des Nations, le dessinateur reprend la même disposition. Mais tandis que les fils du Dragon font humblement révérence à Tintin, les délégués japonais sortent fièrement, la tête haute, de telle sorte que « l'auteur a fait des Fils du Dragon des gens ultra-raffinés, et des délégués de l'empire du Soleil-Levant les figurines d'un théâtre de marionnettes ».
Enfin, la case dans laquelle Tintin remplit sa malle avant de quitter le palais du maharadjah revêt une double fonction, récapitulative (de quels moyens dispose le héros ?) et programmatique (à quoi cela va-t-il servir ?). Mais elle permet également au dessinateur d'introduire une séquence narrative qui apparaît comme une liberté prise avec « l'ameublement sage des vignettes » : quelques cases plus tard, le serviteur qui plie sous le poids de sa charge laisse tomber la malle qui s'éventre et dont sort Milou qui avait disparu. L'ensemble des objets éparpillés au sol forme un « chaos réjouissant » qu'Hergé prendra plaisir à transposer dans d'autres albums, comme la chute du capitaine Haddock dans la fosse d'orchestre dans Les Sept Boules de cristal ou l'arrivée des héros dans la forteresse des Incas du Temple du Soleil.

### Un album mythique et intemporel
Pierre Fresnault-Deruelle considère Le Lotus bleu comme un « album mythique ». D'une part, il estime que cette histoire forme avec celle de Tintin au Tibet « la plus émouvante des suites », malgré les vingt-cinq années qui les séparent : « Le Tibet fait rétrospectivement de la fin pathétique du Lotus un secret au revoir. On sait que, dans les mythes, le temps n'a guère prise sur les hommes. » D'autre part, il relève que, si le mythe « est une histoire étrange qui éclaire nos existences », Le Lotus bleu « nous parle allusivement de nous-mêmes, de nos désirs et de nos craintes », comme « un chemin initiatique ». Avec cet album, l'auteur offre à ses lecteurs « un réservoir d'images disponibles pour prêter forme aux évènements ou aux situations qu'[ils] viv[ent] directement ou par médias interposés ».
Par ailleurs, Pierre Fresnault-Deruelle souligne le caractère universel et intemporel du récit, dans la mesure où « la méchanceté, la folie, l'arrogance colonialiste ou les ravages de la drogue » évoqués dans la Chine de 1934 sont également des traits marquants des sociétés du début de XXIe siècle. Selon lui, la case qui montre Tintin franchissant la ligne de démarcation sous le regard des autorités japonaises et internationales fait écho aux différents conflits qui marquent l'actualité mondiale d'après-guerre, comme le conflit israélo-palestinien, les rivalités coréennes ou encore la ligne verte chypriote. De même, il voit dans le plan chargé de promouvoir le film produit par Rastapopoulos et qui montre deux hommes fouettant une femme à terre une image de la permanence des « médias racoleurs », utilisant le « sadisme comme produit d'appel ».
Le Lotus bleu porte en toile de fond la rencontre entre une Chine encore imprégnée de traditions et le nouveau monde marqué par l'industrialisation, un choc des cultures qui « se manifeste avec une violence toute particulière » et fait naître une certaine désespérance au sein de la population. À cette évolution brutale s'oppose le caractère de Tintin, dont les valeurs de courage, de compassion, d'amitié et de générosité font contrepoids.  Pour l'historien Pascal Ory, l'album est « un véritable manifeste antiraciste à l'usage des jeunes lecteurs occidentaux ». Dans tout l'album, Hergé multiplie les occasions de présenter cette image d'une Chine ancestrale prise en tenaille entre, d'une part le Japon aux visées expansionnistes, et d'autre part l'Occident et « son féroce appétit économique et ses innovations technologiques ». À titre d'exemple, une case de la cinquième planche montre un tireur de pousse-pousse qui passe devant une affiche publicitaire faisant la promotion des ampoules Siemens.

### Autres thèmes abordés

#### Une critique de l'impérialisme japonais

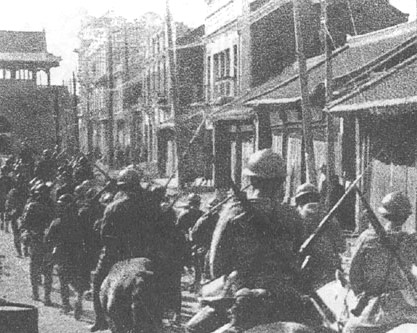
Troupes japonaises entrant dans Shenyang après l'incident de Mukden en 1931.

Le Lotus bleu n'est pas seulement une œuvre littéraire ou artistique : sous l'impulsion de Tchang Tchong-jen, qui convainc Hergé de dénoncer l'oppression que subit son peuple, elle se charge d'une dimension politique. Dans l'album, les Japonais sont systématiquement présentés sous un mauvais jour : hommes d'affaires véreux, gangsters sanguinaires, soldats bornés ou officiers corrompus. Hergé dévoile la mainmise tour à tour économique, mafieuse et militariste des occupants sur le pays. L'impérialisme japonais est aussi critiqué à travers les inscriptions en caractères chinois que Tchang Tchong-jen réalise pour Hergé. Plusieurs slogans figurent dans les pages de l'album, comme « À bas l'impérialisme ! » ou « Boycottez les marchandises japonaises ! ». L'essayiste Jean-Marie Apostolidès note cependant que dans la mesure où la majorité des lecteurs n'est pas capable de lire le chinois, « cette historicité est impénétrable ». Pour autant, Frédéric Soumois, spécialiste d'Hergé, considère que Tintin acquiert ainsi une dimension complète de héros : « [D]e passif, il devient véritablement actif, agissant sur le destin des hommes et sur l'Histoire avec un grand H. Alors qu'il subissait l'exil des Indiens d'Amérique, il défend les Chinois envahis. »

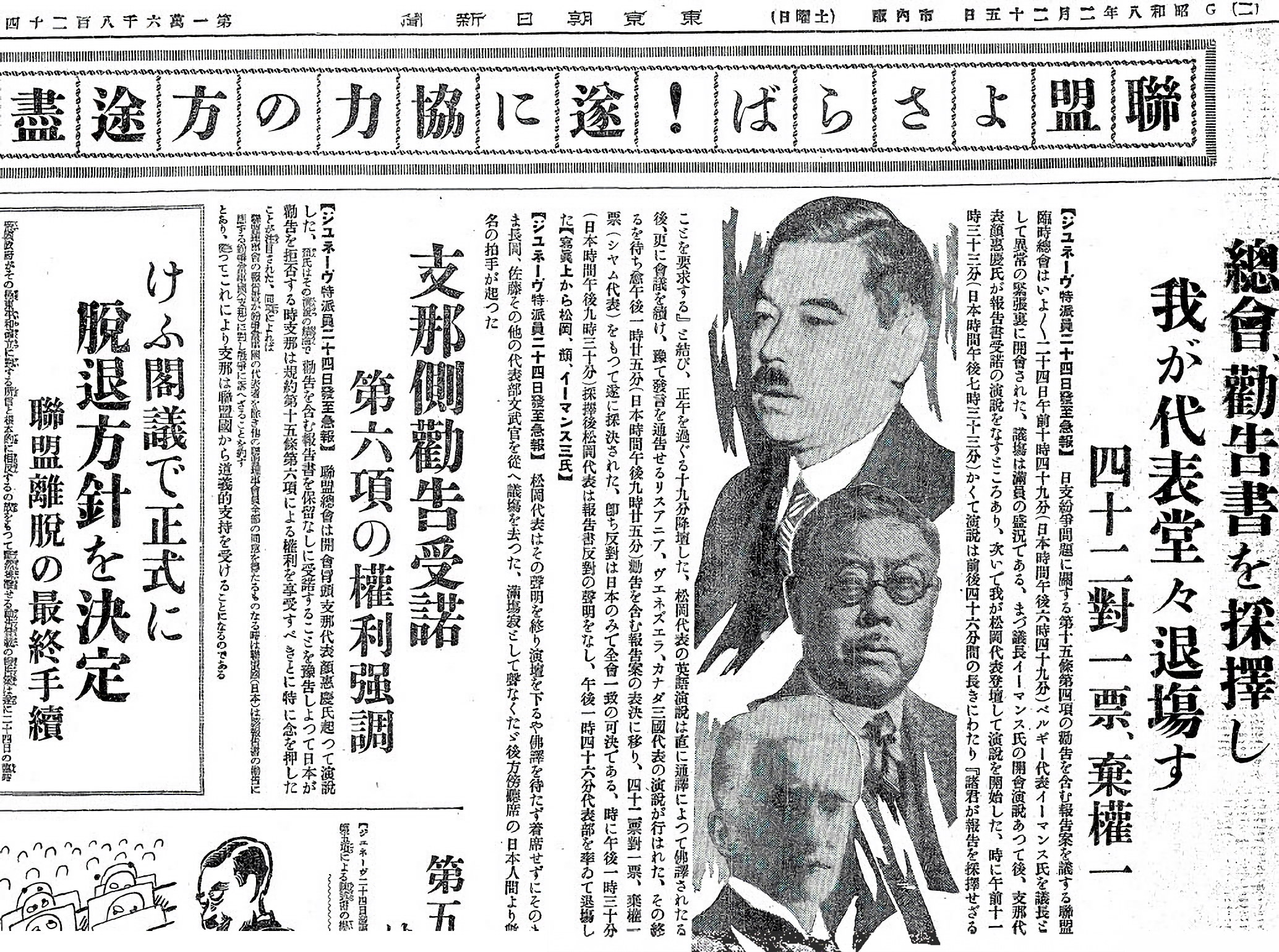
Annonce du retrait japonais de la Société des Nations à la une du quotidien Asahi shinbun, en 1933.

L'insertion de plusieurs évènements historiques, comme l'incident de Mukden ou le retrait du Japon de la Société des Nations, place cet album « au niveau du pamphlet le plus acéré », selon l'expression de Jean-Michel Coblence. De même, Pierre Fresnault-Deruelle constate que la facture plastique des cases diffère selon qu'elles traitent des Chinois ou des Japonais, si bien que « l'aristocratisme de certaines cases », comme celles relatant l'accueil de Tintin chez monsieur Wang, tranche avec « la vulgarité du comportement des soldats de Tokyo ».
Le point de vue adopté par Hergé dans l'album se démarque de l'opinion majoritaire de l'époque en Europe. Les principaux journaux belges, comme La Nation belge, sans approuver l'intervention japonaise, la jugent comme un mal nécessaire pour garantir la stabilité de la région et protéger les intérêts économiques occidentaux, non sans critiquer la supposée barbarie des Chinois. À l'inverse, Hergé ne fait preuve d'aucune compassion pour les Japonais, qu'ils soient civils ou militaires.
Le journaliste et écrivain Roger Faligot, spécialiste de l'histoire des services de renseignement internationaux, développe la thèse selon laquelle Tchang Tchong-jen aurait été un espion chinois lors de son séjour à Bruxelles. Il relève des éléments qui laissent penser que le jeune artiste était alors dans la sphère d'influence de Zhou Enlai, le futur Premier ministre de la république populaire de Chine, qui avait développé à l'époque un réseau d'espions et d'agents d'influence en Occident dans le but de défendre la cause chinoise et de faire accepter, le moment voulu, par l'opinion publique des pays démocratiques, l'avènement du communisme dans l'empire du Milieu. Pour Roger Faligot, la participation de Tchang Tchong-jen à l'écriture du Lotus bleu s'avère donc importante pour la propagande du futur régime.
Les représentants de la concession internationale font eux aussi l'objet du traitement à charge du dessinateur, qui les présente comme « racistes, affairistes, corrompus, prêts à tous les arrangements avec l'occupant sur le dos des Chinois ».

#### Les sociétés secrètes
Bien que les deux récits soient indépendants, Les Cigares du pharaon et Le lotus bleu forment une seule aventure. Les trafiquants d'opium que Tintin démasque dans le premier épisode ont des contacts en Chine et constituent en quelque sorte « une internationale du crime ». Ce n'est qu'au terme du Lotus bleu que Tintin découvre la véritable nature de Rastapopoulos, en tant que chef de l'organisation secrète. Prisonnier des apparences, le héros se confie plusieurs fois à lui, notamment quand il le retrouve à Shanghai. En ce sens, Jean-Marie Apostolidès rapproche la construction du récit de celle de L'École des femmes, dans lequel le personnage d'Horace se confie sans cesse à Arnolphe, ignorant qu'il est son rival.
La bande des trafiquants est parfaitement structurée. À la tête de la filière japonaise se trouve Mitsuhirato, qui a d'autant plus de pouvoir qu'il entretient des relations étroites avec les autorités politiques et les responsables de l'industrie, de l'armée et de la police. Tout en organisant le trafic pour le compte de Rastapopoulos, il officie comme agent secret du Japon en Chine, étendant ainsi son influence sur la vie locale. Mitsuhirato peut compter sur de nombreux hommes de main, prêts à exécuter scrupuleusement ses ordres, à l'image de Yamato.
Face à l'envahisseur japonais, les habitants de Shanghaï forment eux aussi une société secrète, les « Fils du Dragon », organisée autour de Wang Jen-Ghié. Leurs actions sont, comme celles des trafiquants d'opium, menées dans la clandestinité, créant une parfaite symétrie entre les deux groupes. Désireux de protéger Tintin et de le rallier à leur cause, les Fils du Dragon délèguent Didi, le propre fils de monsieur Wang, mais les actes de ce dernier sont d'abord interprétés à contresens par le héros, puis il est frappé du poison-qui-rend-fou avant de pouvoir révéler à Tintin la nature de son combat. Hergé trompe d'ailleurs le lecteur en présentant les gestes de protection de Didi comme des gestes d'agression. Ce n'est que lors de la rencontre avec les Fils du Dragon, dans leur quartier général, que Tintin est initié et que le lecteur comprend l'enchainement des évènements.
La folie soudaine de Didi marque en quelque sorte la « contamination du Bien par le Mal » : de même que les trahisons du conseiller du maharadjah réduisaient le pouvoir de ce dernier dans l'album précédent, la folie de Didi affaiblit la famille de Wang Jen-Ghié. Pour Jean-Marie Apostolidès, « le Mal est comme un poison qui se loge au cœur du Bien et le frappe d'impuissance ».

#### Tintin et la famille brisée
Tintin est un personnage sans famille et sans passé. Il apparaît cependant comme « un raccomodeur de destinée ». À la fin des Cigares du pharaon, il libère le fils du maharadjah, enlevé par le fakir et Rastapopoulos, et le ramène à son père. Dans Le Lotus bleu, la famille de Wang Jen-Ghié peut être vue comme brisée par la folie de Didi, frappé par le poison-qui-rend-fou. C'est grâce à Tintin, qui démasque les trafiquants et libère le professeur Fan Se-Yeng, que la famille retrouve son unité : le professeur découvre le remède qui ramène Didi sur la voie de la raison.
Il en est de même pour Tchang, devenu orphelin après que ses parents ont péri dans les inondations qui touchent la région de Hou-Kou et qui décide de suivre Tintin dans ses aventures. En choisissant de suivre le héros, il donne en quelque sorte un nouveau sens à sa vie et finit par retrouver lui aussi « le chemin de la maison » : il est adopté par Wang Jen-Ghié à la fin de l'album.

#### L'introduction du paranormal

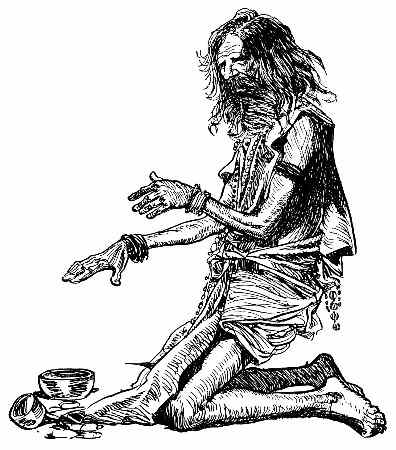
Un fakir (illustration de 1869 par A. S. Forrest dans un livre de Geraldine Mitton).

C'est dans Le Lotus bleu qu'Hergé aborde pour la première fois le thème de la voyance, à travers le personnage du fakir Cipaçalouvishni, invité à se produire au palais du maharadjah de Rawhajpoutalah, qui annonce à Tintin les évènements qui vont suivre dans l'album en lisant dans les lignes de sa main. Auparavant, il livre une prestation aussi spectaculaire qu'invraisemblable qui laisse Tintin perplexe : il danse sur des morceaux de verre, pivote sur une pointe acérée en se tenant à l'équilibre sur le nez, transperce son corps de différents poignards sans exprimer la moindre douleur ni faire apparaître la moindre plaie. Cipaçalouvishni inaugure l'un des thèmes récurrents dans l'œuvre d'Hergé, qui intègre fréquemment des phénomènes paranormaux dans la construction de son récit.

#### L'amitié au cœur de l'aventure
Pour la deuxième fois depuis sa création, Tintin rencontre un jeune garçon au cours de son périple, en la personne de Tchang. Mais contrairement à Coco, le petit Africain de Tintin au Congo, Tchang ne se laisse pas dominer par Tintin, il lui fait découvrir les particularités de son pays et lui en fait connaître les valeurs. Une amitié sincère naît entre les deux personnages, et selon l'essayiste Jean-Marie Apostolidès, c'est avant tout parce que tous deux acceptent d'aller au-delà de leurs préjugés ethniques : de la même manière que Tintin explique à Tchang que tous les Européens ne sont pas méchants comme ceux qui ont massacré ses grands-parents pendant la révolte des Boxers, Tchang démonte un à un les stéréotypes occidentaux à l'égard des Chinois.
Le Lotus bleu peut donc être vu comme un tournant essentiel sur le plan idéologique. Professeur de littérature, Pierre Masson souligne l'humanisation du personnage de Tintin qui, au contact de Tchang, découvre sa capacité à nouer des relations affectives. À la fin de l'album, obligé de quitter ce nouvel ami, Tintin lâche une des seules larmes de sa vie. Pour la première fois, Tintin s'ouvre à un univers non occidental, il « accepte d'écouter l'Autre plutôt que de lui imposer ses propres valeurs », ce que résume Benoît Peeters : « Tintin, qui jusque-là se nourrissait allègrement de mythes et de poncifs, entreprend désormais de les combattre ; il sera celui qui démonte les apparences et non plus celui qui s'en satisfait ». Cette évolution est déterminante et à partir de cette aventure, Hergé n'aura de cesse de présenter au lecteur une image aussi fidèle que possible des pays dans lesquels il envoie son héros, au prix d'un travail de documentation riche et précis.
Cette évolution idéologique entraîne une autre évolution, celle du rôle et de la place de Tintin au cœur de ses Aventures. Jean-Marie Apostolidès en mesure la teneur par rapport aux premiers épisodes de la série : « Tintin n'est plus une représentation schématique de l'Occident chrétien ; si les valeurs qui sous-tendent son action sont encore marquées au coin du scoutisme, il cesse d'invoquer Dieu continuellement. Les miracles disparaissent, le héros est un individu laïc qui doit s'en sortir tout seul. À la place d'un saint envoyé par le Ciel, Hergé raconte désormais les aventures d'un surhomme qui, à force de volonté, parvient à accomplir des exploits qui semblaient impossibles ».
La place de Milou, compagnon fidèle de Tintin, évolue elle aussi. Il n'est plus l'interlocuteur privilégié du héros, remplacé dans cet emploi par Tchang comme il le sera bien des albums plus tard par le capitaine Haddock. À mesure que Tintin se rapproche de l'humanité, Milou s'en éloigne pour se rapprocher du monde animal.

## Adaptations et postérité

### Télévision
Les Cigares du pharaon est adapté en 1991 dans la série animée basée sur les Aventures de Tintin, produite en collaboration entre le studio français Ellipse et la société d'animation canadienne Nelvana, tous deux spécialisés dans les programmes pour la jeunesse. L'histoire du Lotus bleu est contée en deux épisodes de 20 minutes, les quatrième et cinquième de la série. Cette adaptation, réalisée par Stéphane Bernasconi, est reconnue pour être « généralement fidèle » aux bandes dessinées originales, dans la mesure où l'animation est directement appuyée sur les panneaux originaux d'Hergé. Par souci de censure auprès des (très) jeunes enfants, plusieurs éléments choquants sont supprimés comme le personnage du fakir Cipaçalouvishni, au début de l'histoire, qui fait des démonstrations de ses talents dans la chiromancie, les caractéristiques cyniques des chinois décrites par Tintin à Tchang ou encore le journal annonçant le suicide de Mitsuhirato dans sa cellule.
En 2010, le deuxième épisode de la série documentaire Sur les traces de Tintin, réalisée par Henri de Gerlache, Marc Temmerman, Laurent Joffrion et Florence Tran, est consacré au Lotus bleu. Produit par Gedeon Programmes, avec le soutien de la société Moulinsart, et diffusé sur Arte, cet épisode de 43 minutes montre les différents lieux visités par Tintin ou qui ont pu inspirer Hergé dans la création de son album.

### Versions radiophoniques

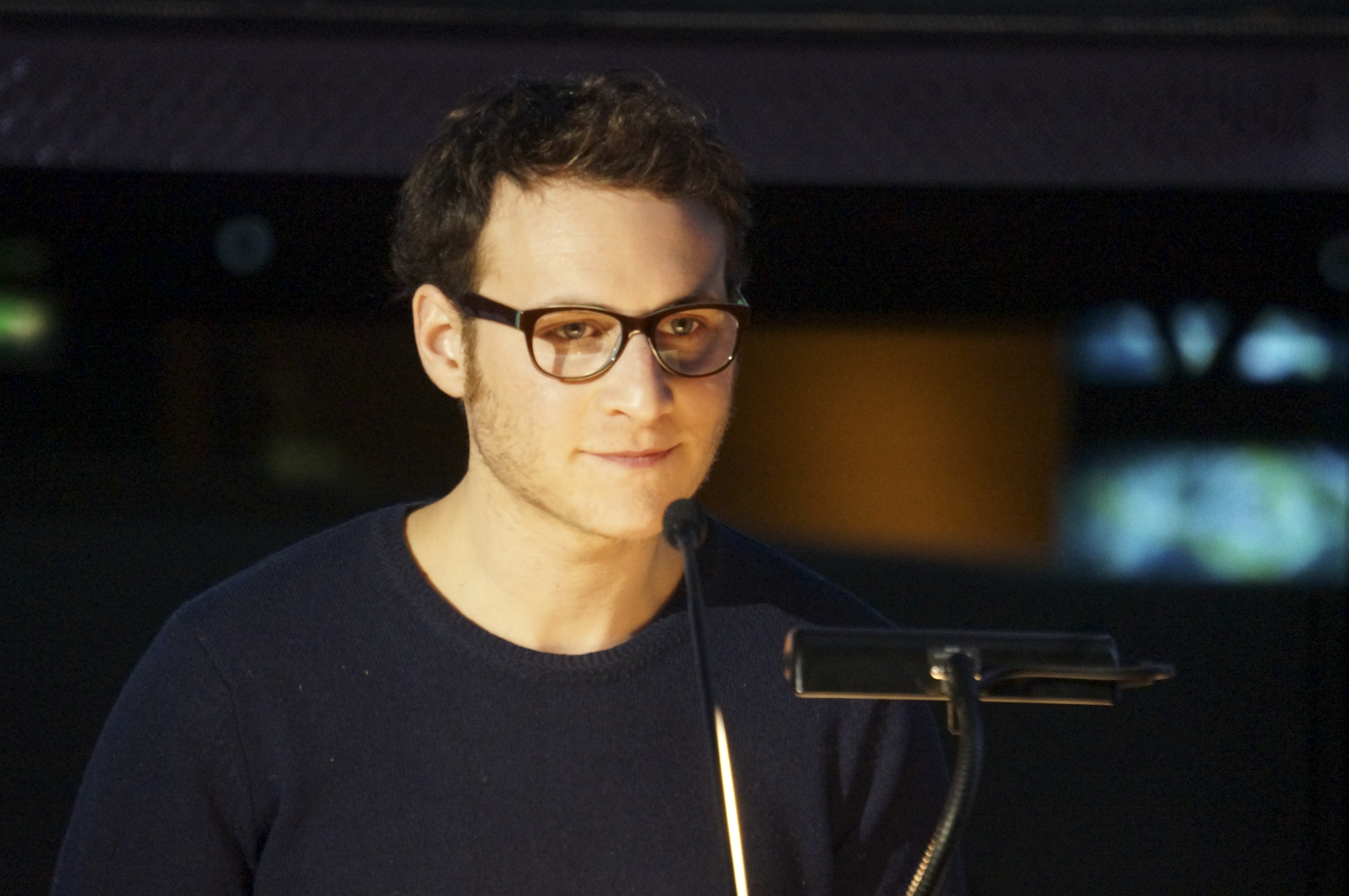
Noam Morgensztern interprète Tintin dans une adaptation radiophonique du Lotus bleu en 2016.

Entre 1959 et 1963, la radiodiffusion-télévision française présente un feuilleton radiophonique des Aventures de Tintin de près de 500 épisodes, produit par Nicole Strauss et Jacques Langeais et proposé à l'écoute sur la station France II-Régional. La diffusion du Lotus bleu s'étale sur 28 épisodes d'une dizaine de minutes et débute le 17 novembre 1962 pour prendre fin le 23 janvier 1963. Réalisée par René Wilmet, sur une musique d'André Popp, cette adaptation fait notamment intervenir Maurice Sarfati dans le rôle de Tintin, Linette Lemercier dans celui de Tchang, ainsi que Roger Carel et Gaëtan Jor dans celui des Dupondt.
En 2016, une nouvelle adaptation radiophonique est enregistrée puis diffusée du 24 au 28 octobre 2016 par France Culture, en coproduction avec la Comédie-Française et la société Moulinsart,. L'adaptation en cinq épisodes de 24 min est signée par Katell Guillou et réalisée par Benjamin Abitan sur une musique d'Olivier Daviaud, orchestrée par Didier Benetti pour l'Orchestre national de France. Le personnage de Tintin est interprété par Noam Morgensztern et celui de Tchang par Claire de La Rüe du Can.

### Postérité
Le Lotus bleu figure à la dix-huitième place du classement des Cent livres du siècle établi en 1999 par une consultation populaire, à partir d'une liste proposée par des journalistes du Monde et des libraires de la Fnac.
En 1936, Hergé réalise un projet de couverture de l'album à l'encre de Chine et à la gouache sur fond noir. Trop complexe à imprimer pour l'époque, il est finalement abandonné. En 2021, ce dessin est vendu aux enchères pour environ 3,2 millions d’euros, détrônant ainsi le record de vente dans le domaine de la bande dessinée précédemment établi en 2014 pour le dessin des pages de garde des albums de Tintin, qui s'élevait à 2,51 millions d'euros.

### Versions parodiques
En 2007, le scénariste espagnol de bande dessinée et professeur de littérature Antonio Altarriba publie un album parodique intitulé Le Lotus rose, dans lequel il imagine Tintin comme un trentenaire à la vie dissolue, tandis que les autres personnages des Aventures de Tintin ont tous évolué négativement : le capitaine Haddock a sombré dans l'alcoolisme, le professeur Tournesol est interné dans un hôpital psychiatrique, et Milou est mort. Seul le titre fait donc référence au Lotus bleu d'Hergé. L'album est finalement retiré, à la demande de la société Moulinsart. En 2009, l'écrivain Gordon Zola publie le roman La Lotus bleue, quatrième tome de la série des Aventures de Saint-Tin et son ami Lou. Il s’agit d’un pur texte, sans dessins, comme les autres romans de Gordon Zola.

#### Versions duLotus bleu, ouvrages et articles consacrés à l'album
- Hergé, Le Lotus Bleu, Tournai, Casterman, 1946, 62 p.
- Hergé, Jean-Marie Embs, Philippe Mellot et Philippe Goddin, Le Lotus bleu, Bruxelles, Moulinsart/Casterman, coll. « Les Archives Tintin », 2010, 20 p. (ISBN 978-2-87424-200-7). Ouvrage composé de la version en couleur de l'album et de soixante-quatre pages d'archives et d'analyse.
- Jean-Michel Coblence (photogr. Yves Gellie), « Shanghai : Le réveil du dragon », Géo, Paris « Hors-série », no 1H « Tintin, grand voyageur du siècle »,‎ novembre 2000, p. 108-119.
- Pierre Fresnault-Deruelle, Les mystères du Lotus bleu, Éditions Moulinsart, 2006, 32 p. (ISBN 2-87424-121-0). .
- Claude Le Gallo, « Le Lotus bleu », Phénix, no 10,‎ juillet 1969, p. 12-18.
- Patrick Mérand et Li Xiaohan, Le Lotus bleu décrypté, Saint-Maur-des-Fossés, Sepia, 2009, 63 p. (ISBN 978-2-84280-153-3, lire en ligne).
- Léon Vandermeersch, « L'empire du Milieu », Philosophie Magazine, Paris « Hors-série », no 8H « Tintin au pays des philosophes »,‎ septembre 2010, p. 24-27.

#### Ouvrages sur Hergé et son œuvre
- Patrice Guérin, Tintin au delà des idées reçues : 22 contre-vérités sur Hergé et son œuvre, Les Impressions nouvelles, 2024, 208 p. (ISBN 978-2-39070-115-6).
- Jean-Marie Apostolidès, Les métamorphoses de Tintin, Paris, Flammarion, coll. « Champs », 2006 (1re éd. 1984), 435 p. (ISBN 978-2-08-124907-3). .
- Pierre Assouline, Hergé, Paris, Gallimard, coll. « Folio », 1996, 820 p. (ISBN 978-2-07-040235-9). .
- Collectif, Tintin à la découverte des grandes civilisations, Paris, Le Figaro, Beaux Arts Magazine, 2008, 128 p. (ISBN 978-2-8105-0029-1). .
- Collectif, Tintin et les forces obscures : rêve, voyance, hypnose, radiesthésie, télépathie, extraterrestres, superstition, sociétés secrètes, folie..., Paris, Le Point/Historia, 2013, 130 p. (ISBN 979-10-90956-18-6). .
- Collectif, Le rire de Tintin : Les secrets du génie comique d'Hergé, L'Express, Beaux Arts Magazine, 2014, 136 p. (ISSN 0014-5270).
- Collectif, Tintin et le trésor de la philosophie, vol. Hors-série, Philosophie Magazine, 2020, 100 p. (ISSN 2104-9246).
- Collectif, Les personnages de Tintin dans l'histoire : Les évènements de 1930 à 1944 qui ont inspiré l'œuvre d'Hergé, Paris, Le Point, Historia, 2011, 130 p. (ISBN 978-2-7466-3509-8, ISSN 0242-6005). .
- Laurent Colonnier, Georges & Tchang : une histoire d'amour au vingtième siècle, City, éditions 12 bis, 2012, 71 p. (ISBN 978-2-35648-378-2, OCLC 820626297).
- Pierre Fresnault-Deruelle, Hergé ou le secret de l'image : Essai sur l'univers graphique de Tintin, Éditions Moulinsart, 1999, 142 p. (ISBN 2-930284-18-8). .
- Geoffroy Kursner, Hergé et la presse : Ses bandes dessinées dans les journaux du monde entier, Les Impressions nouvelles, 2021, 616 p. (ISBN 978-2874499210). .
- (en) Jean-Marc Lofficier et Randy Lofficier, The Pocket Essential Tintin [« Tintin [dans éditions Pocket Essential] »], Harpenden, Hertfordshire, Pocket Essentials, 2002, 96 p. (ISBN 978-1-904048-17-6).
- Cyrille Mozgovine (préf. Albert Algoud), De Abdallah à Zorrino : Dictionnaire des noms propres de Tintin, Tournai, Casterman, coll. « Bibliothèque de Moulinsart », 1992, 286 p. (ISBN 2-203-01711-2). .
- Benoît Peeters, L'Œuvre Intégrale d'Hergé, vol. 3, Tournai, Rombaldi, 1985, 282 p..
- Benoît Peeters, Hergé, fils de Tintin, Paris, Flammarion, coll. « Champs biographie », 2006, 629 p. (ISBN 978-2-08-126789-3, lire en ligne). .
- Numa Sadoul, Entretiens avec Hergé : Édition définitive, Tournai, Casterman, coll. « Bibliothèque de Moulinsart », 1989, 3e éd. (1re éd. 1975), 256 p. (ISBN 2-203-01708-2)
- Pierre Sterckx, L'art d'Hergé : Hergé et l'art, Paris/Bruxelles, Gallimard, Moulinsart, 2015, 240 p. (ISBN 978-2-07-014954-4). .